# Virgen del Carmen
Virgen del Carmen es la denominación común que suele recibir Santa María del Monte Carmelo, una de las diversas advocaciones de la Virgen María. Su denominación procede de su veneración en el monte Carmelo, en Tierra Santa, cerca de Haifa. Carmelo o Carmen derivan de la palabra hebrea Karmel o Al-Karem que se podría traducir como 'jardín de Dios'. La veneración de esta advocación mariana ha sido difundida en el mundo por la Orden de Nuestra Señora del Monte Carmelo, llamados carmelitas.
En España, Puerto Rico y Costa Rica es patrona del mar, también es patrona de la Armada española. En la República Dominicana hay algunas tradiciones en torno a la celebración del día de Nuestra Señora del Monte Carmelo. Es considerada reina y patrona de Chile, de sus Fuerzas Armadas y de los carabineros; es patrona de la Policía Nacional, del Ejército Nacional, de los marineros y de los conductores en Colombia; en Bolivia es la patrona de la nación y de sus Fuerzas Armadas; en el Perú es patrona del criollismo y alcaldesa perpetua de la ciudad de Lima y en Venezuela es patrona del Ejército y los conductores. Además, fue patrona del Ejército de los Andes que, liderado por el general José de San Martín, gestó la independencia de Argentina, Chile y Perú. En España es patrona de todas las marinas, y patrona de San Fernando (Cádiz), es la de esta ciudad de San Fernando en la que recae el patronazgo de la Armada Española.
Esta advocación mariana da nombre a todas aquellas personas que se llaman Carmen, Carmela o Carmelo, y que celebran su onomástica en la festividad de Nuestra Señora del Carmen, el 16 de julio, que la Iglesia católica conmemora con calidad de memoria facultativa.

## Origen de la devoción

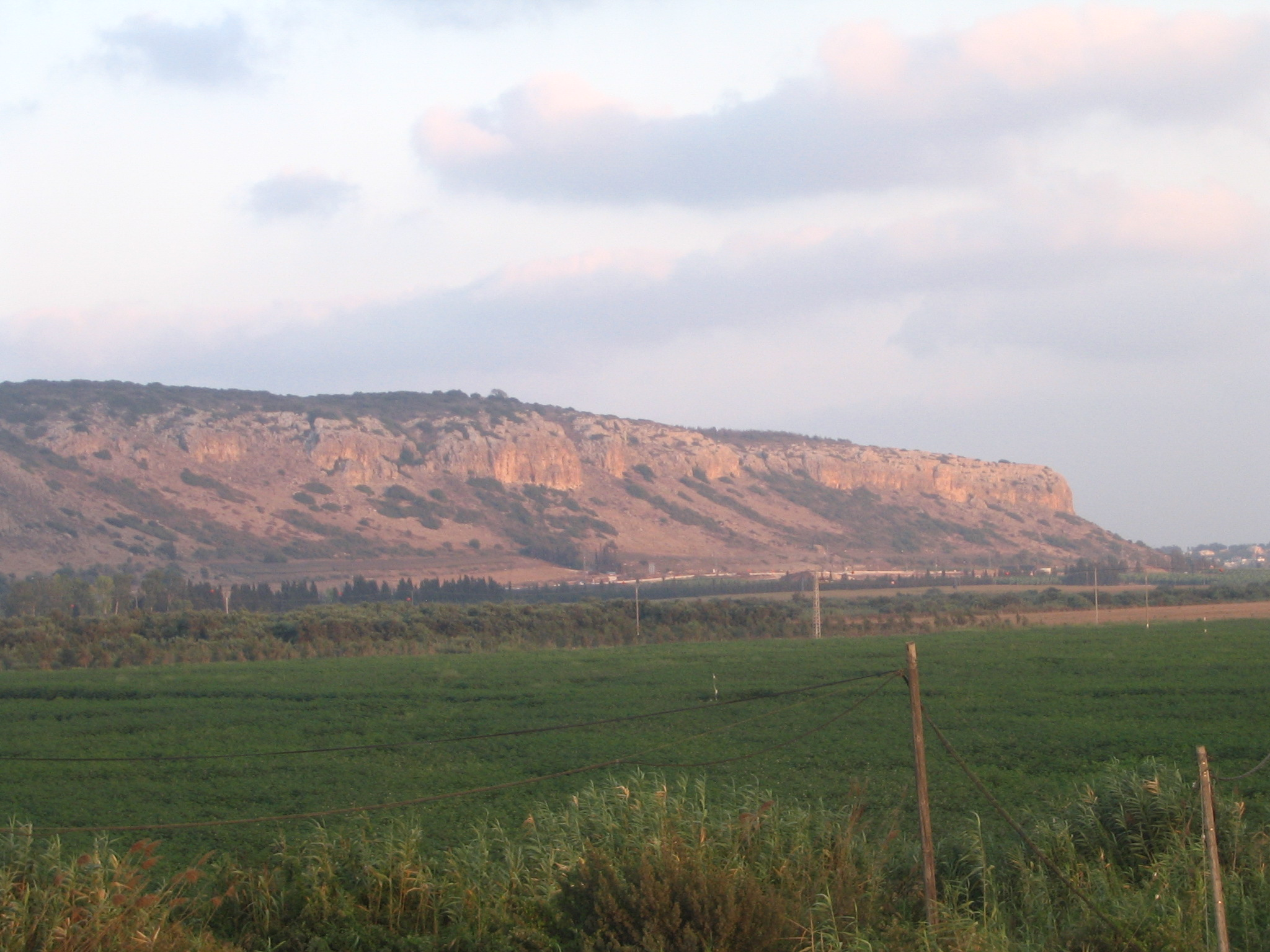
Monte Carmelo

El nombre del monte Carmelo proviene de Karm-El (en hebreo: ‘jardín’ o ‘viña de Dios’). El monte Carmelo está situado en el actual Israel, entre el mar Mediterráneo y el valle de Jezreel. Aparece en libro del profeta Isaías 35:2 como un lugar bello. El profeta Elías vivía en una gruta del Carmelo. En este lugar, el profeta Elías demostró el poder del Señor frente a los sacerdotes del dios pagano Baal.
La veneración remonta al grupo de ermitaños que, inspirados en el profeta Elías, se retiraron a vivir en el monte Carmelo. Estos devotos, hacia el 1200, formaron la Orden de Nuestra Señora del Monte Carmelo (carmelitas).
Según la tradición carmelita, el 13 de julio de 1251, la imagen de la Virgen del Carmen se le había aparecido, a San Simón Stock, superior general de la Orden, entregándole el escapulario, principal signo del culto mariano carmelita, prometiendo librar del castigo eterno a los que lo llevasen. El escapulario recibió reconocimiento papal en 1587 y ha sido respaldado por los pontífices posteriores.

También, según la tradición, en el siglo XIV la Virgen se apareció al papa Juan XXII y le prometió ayuda contra sus adversarios si otorgaba una nueva aprobación a los carmelitas. La Virgen también prometió la salvación de los carmelitas profesos y de los devotos que llevasen la señal del hábito o el escapulario y cumpliesen prescripciones de oración y en caso de que correspondiese a su estado canónico de castidad, la Virgen descendería al Purgatorio el primer sábado después de la muerte de las personas para llevar sus almas al cielo, de ahí que esto recibiese el nombre de privilegio sabatino. Esto fue aprobado por el papa Juan XXII en la Bula Sabatina del 3 de marzo de 1322. Posteriormente, fue aprobado también por el papa Clemente VII con el "Breve Dilecti filii" de 1527.
La Virgen del Carmen también es llamada Estrella del Mar (en latín Stella Maris) y es patrona de los marineros. La devoción mariana hacia la Virgen del Carmen se extendió a muchos países de Europa, y por España y Portugal a Iberoamérica, a partir del siglo XVI.

## Devoción en Europa

### España

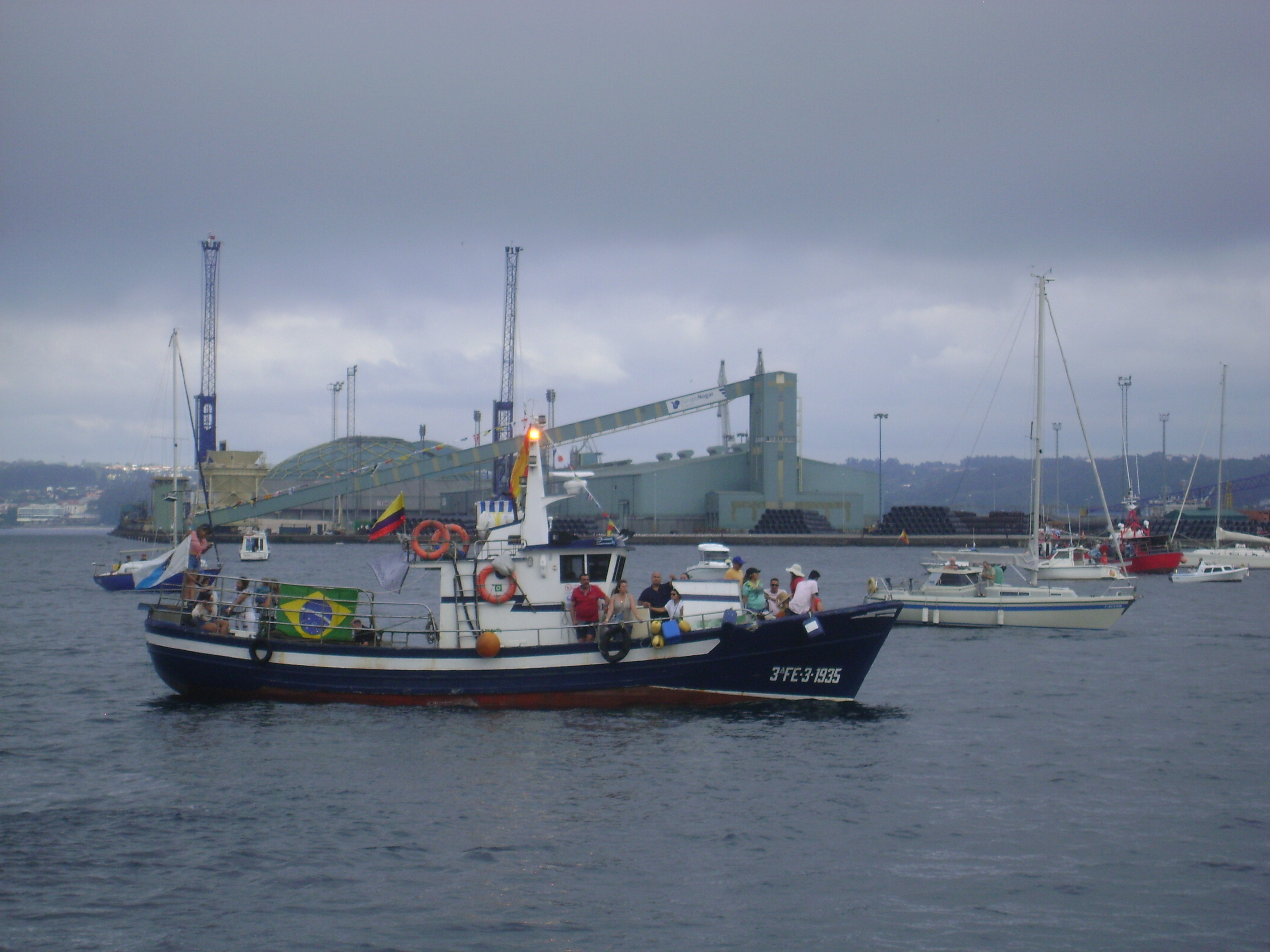
Barcos acompañando la procesión marítima en honor a la Virgen del Carmen en el puerto de La Coruña.

España es uno de los países donde más arraigada se encuentra esta advocación. Es patrona de los marineros, lo que incluye a los pescadores y marinos mercantes. El 19 de abril de 1901 la regente María Cristina de Habsburgo y el ministro de Marina Cristóbal Colón de la Cerda, duque de Veragua, refrendaron con sus firmas la Real Orden por la cual se proclamó a la Santísima Virgen del Carmen como Patrona de la Armada Española.
En el Capítulo General de Londres (1254) de los carmelitas se dio la orden de fundar en España y como consecuencia, hacia 1270, se llevaron a cabo las primeras fundaciones en algunas de las más importantes ciudades de la Corona de Aragón. Su iniciativa fue impulsada por monarcas como Jaime I (1213-1276) o su nieto Jaime II. En la Corona de Castilla la primera fundación fue en Valladolid, en el convento de San Pablo de la Moraleja (1315). Su propagación fue rápida por toda la península ibérica, y llegó a Sevilla en 1358, ciudad desde la que se impulsará la creación de la destacada Provincia Bética Carmelitana, en 1499. En esta época empezarán a surgir las primeras comunidades femeninas de religiosas carmelitas en todo el territorio. Santa Teresa de Jesús y San Juan de la Cruz, durante el siglo XVI, introdujeron profundas reformas en el seno de la Orden que dieron origen a los "Carmelitas Descalzos", una nueva congregación más austera que se separa de la orden matriz, la cual pasó a llamarse "Carmelitas Calzados" o de la "Antigua Observancia". A pesar de esta división, continuaron en siglos sucesivos su camino espiritual por todo el mundo.  
Prácticamente todos los pueblos y ciudades de la costa española rinden culto religioso a la Virgen del Carmen, de organizan procesiones y vistosas romerías marítimas portando su imagen cada 16 de julio. Aunque hay casos como en Rute, pueblo de interior situado en la provincia de Córdoba, en el que se venera la milagrosa imagen de la Virgen del Carmen Coronada, principal devoción y Patrona de la villa, que durante siglos ha gozado de un fervor muy importante desde sus inicios allá por el siglo XVII hasta la actualidad. Esta imagen de la Virgen junto al niño Jesús son obras de autor desconocido datadas del siglo XVII y atribuida la de la Madre a la escuela granadina cercana a Diego de Mora, y la imagen del divino infante es de escuela napolitana. Cuenta con un rico patrimonio material, musical e histórico, como por ejemplo es el caso de los “Auroros de la Patrona de Rute”, que son cánticos y coplas populares de gran antigüedad, dedicados a la Virgen del Carmen. Estos fueron pioneros en la zona y son cantados en diferentes actos como Rosarios, Cultos, Procesiones o incluso las madres ruteñas las cantaban a modo de “nana” para dormir a los niños. Cabe citar uno de los estribillos populares más conocidos y entrañables de sus coplas, y dice así: “… la Virgen del Carmen su pelo tendió, hizo una cadena que al cielo llegó…” o “Dios te salve Carmelita hermosa, el pueblo de Rute a ti eligió, como Reina y Patrona nuestra..” En el día de su festividad el 16 de julio se celebra el Triduo en su honor, y se expone en devoto besamanos. Procesiona en dos ocasiones, el primer domingo de julio y en las Fiestas Patronales de Rute el 15 de agosto. 
En otro pueblo del interior de Andalucía la Virgen del Carmen también es la patrona. Este es el caso de Benalúa en la provincia de Granada. En esta localidad se celebran sus fiestas patronales en honor a esta advocación mariana, y cada 16 de Julio su imagen procesiona por las calles de este pueblo. 
En la capital cordobesa encontramos dos grandes devociones con esta advocación, Nuestra Señora del Carmen en San Cayetano y en el barrio de Puerta Nueva. La primera, fundada por frailes carmelitas en torno al año 1600 en la Iglesia Conventual de San Cayetano. La imagen de la Virgen es de autor desconocido, en torno al siglo XVIII, atribuida al imaginero Alonso Gómez de Sandoval, autoría que comparte con el niño Jesús que porta la Virgen. Cuenta con un rico patrimonio y fue coronada canónicamente en mayo de 2012 en la Santa Iglesia Catedral, celebra son novena y besamanos en la fechas previas a su festividad, concluyendo con su felicitación la madrugada del 16 de julio y su triunfal procesión bajo palio. 
En el Barrio de Puerta Nueva de la ciudad de Córdoba también goza de gran devoción la imagen de Nuestra Señora del Carmen, situada en la Iglesia Conventual del mismo nombre, y conocida como “el Carmen de Puerta Nueva”. Su historia se remonta al siglo XVII a extramuros de la antigua ciudad, donde se instaura la Orden y se funda la corporación, en la antigua ermita de la Virgen de la Cabeza, que sigue recibiendo culto. A lo largo de los años gozó de un gran esplendor, por eso la Iglesia Conventual del Carmen de Puerta Nueva, cuenta con uno de los mejores retablos pictóricos de España, obra del ilustre pintor sevillano Juan Valdés Leal. La imagen de la Virgen está datada del siglo XVIII, de autor desconocido y atribuido al igual que la anterior mencionada, a Alonso Gómez de Sandoval, salvo la imagen del Niño, que es un modelo seriado.  

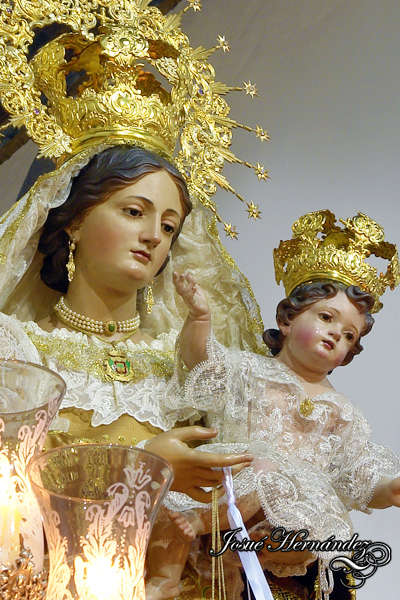
Virgen del Carmen de La Orotava (Santa Cruz de Tenerife)
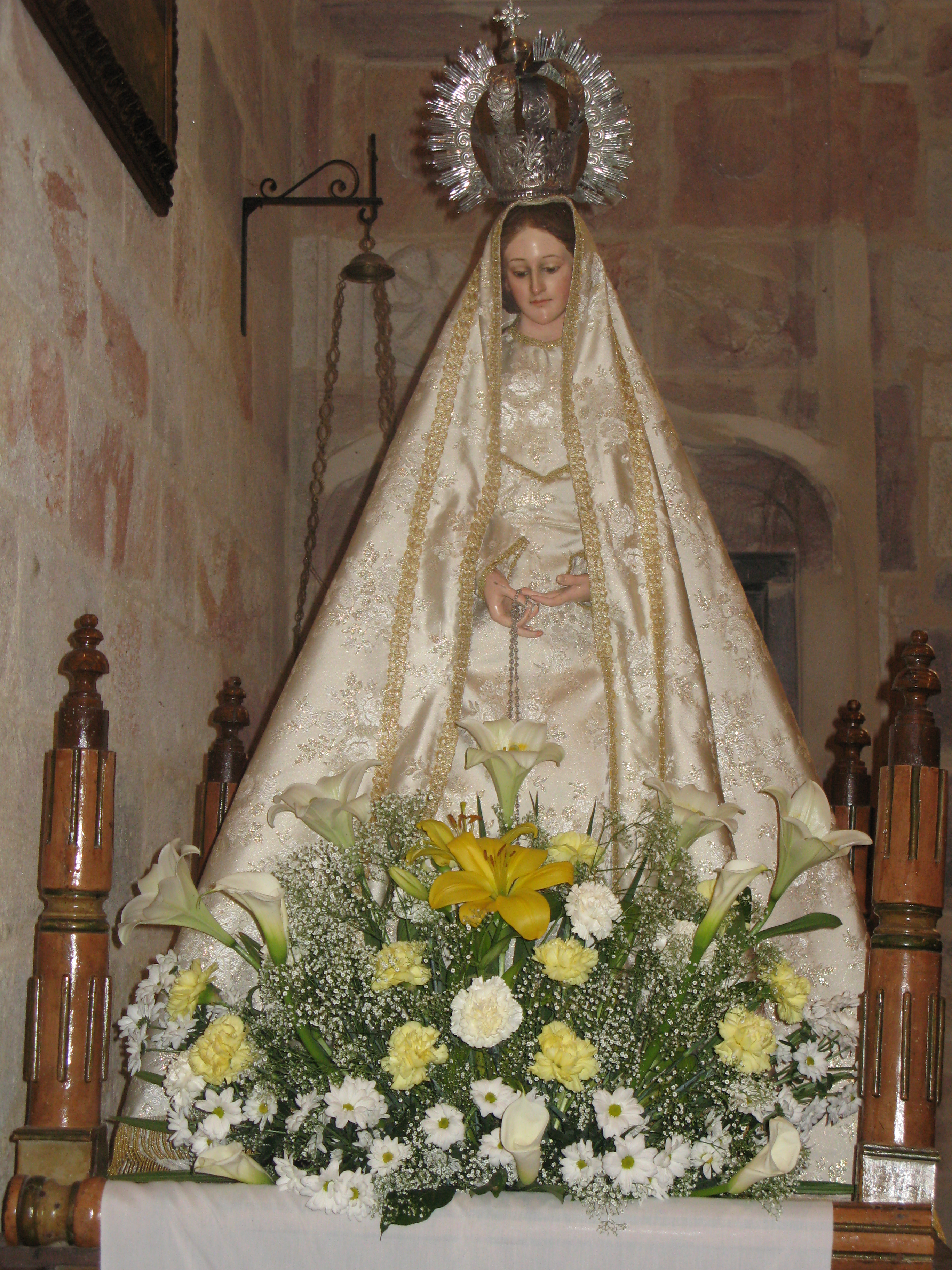
Virgen del Carmen de Peñausende (Zamora)
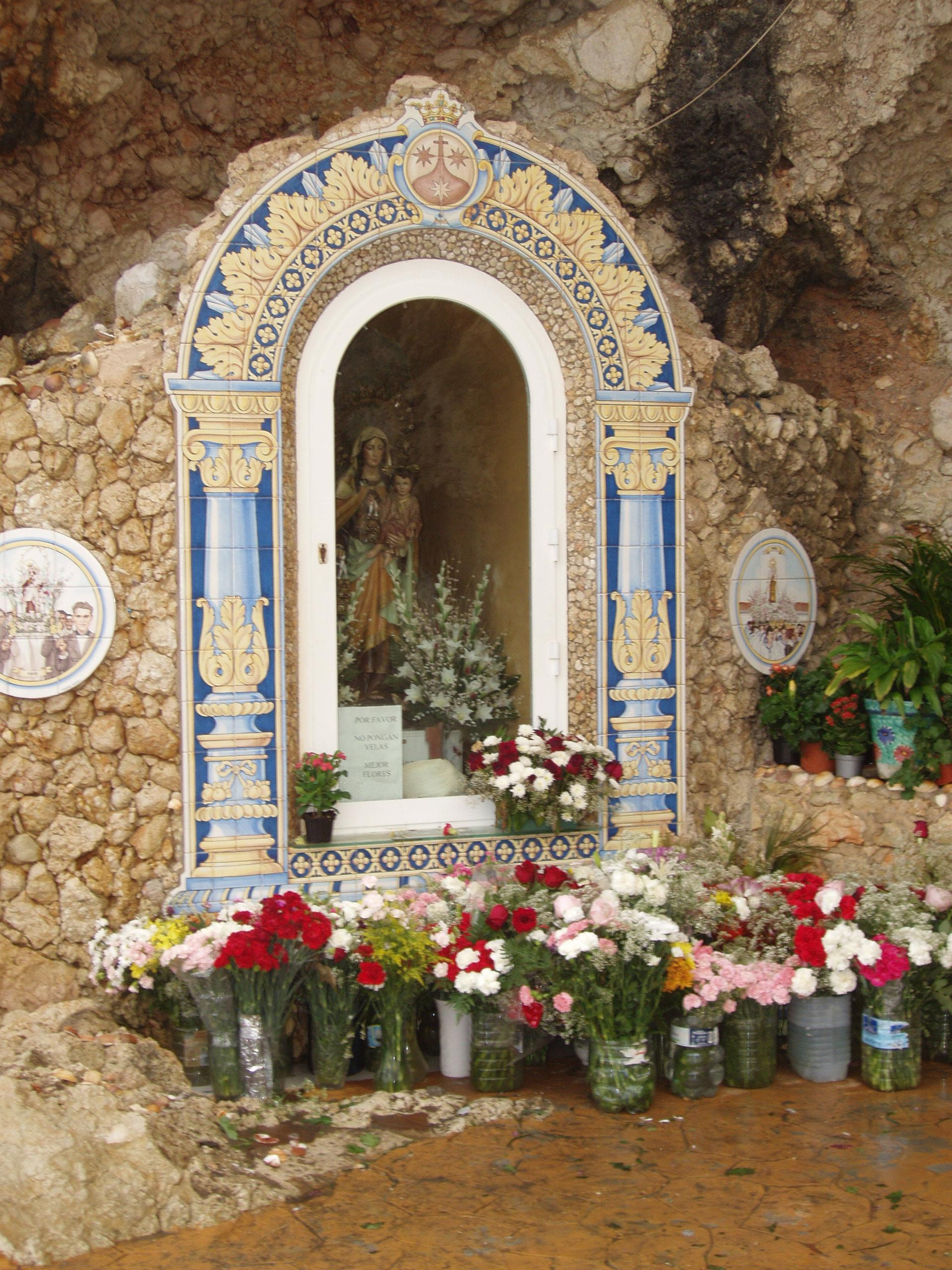
Virgen del Carmen de Rincón de la Victoria (Málaga)
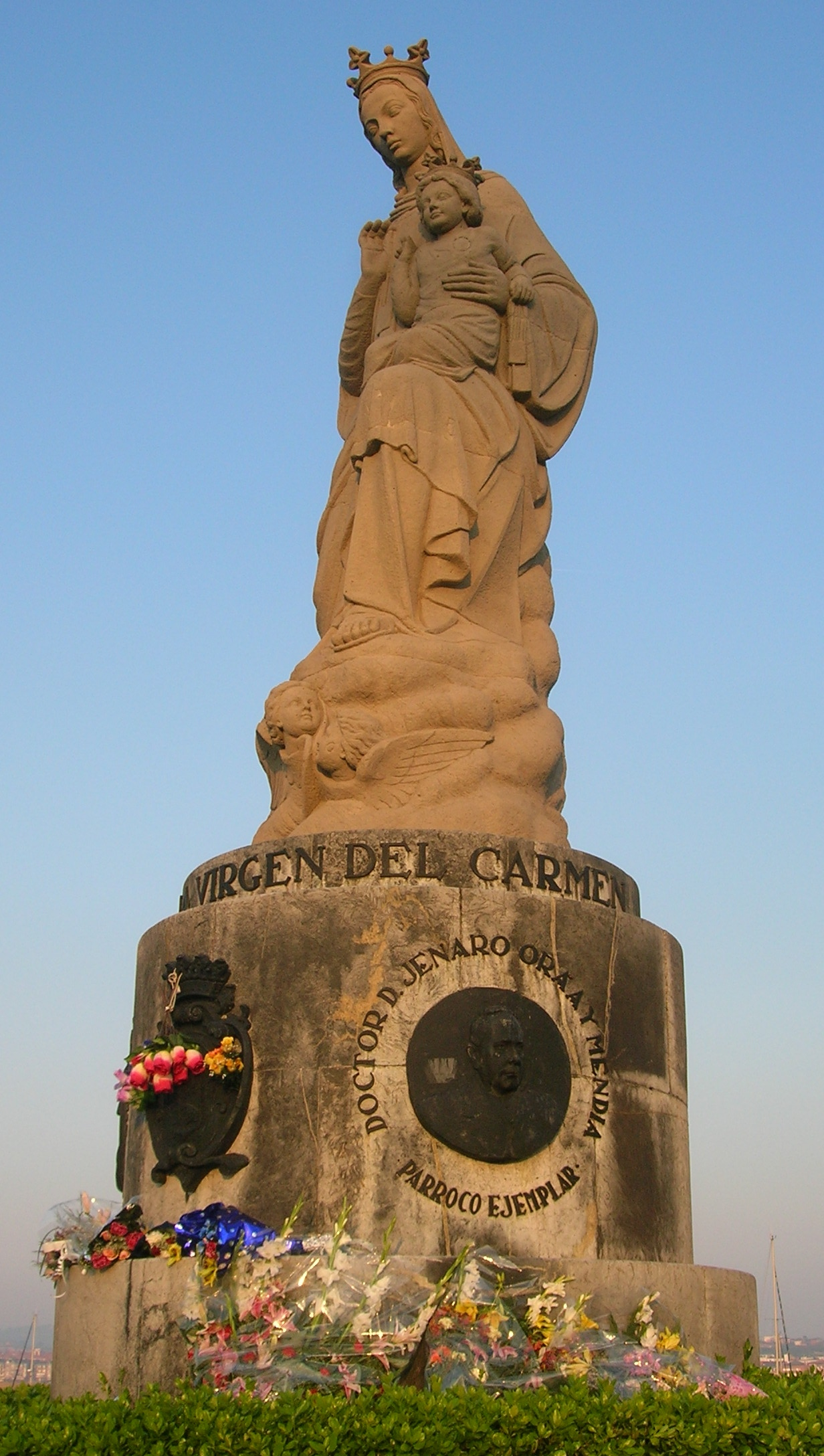
Virgen del Carmen de Santurce (Vizcaya)
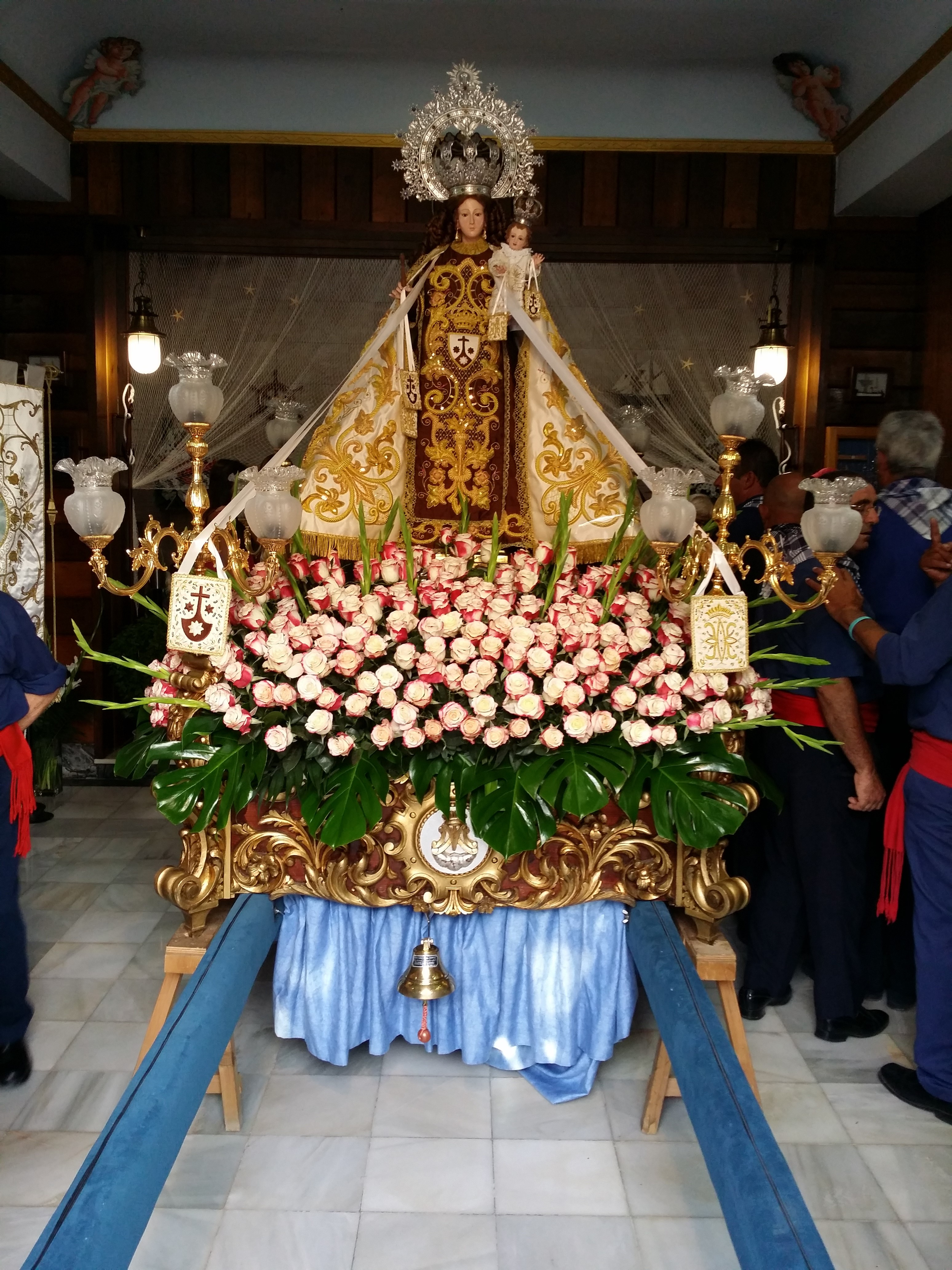
Virgen del Carmen de Santa Pola (Alicante)
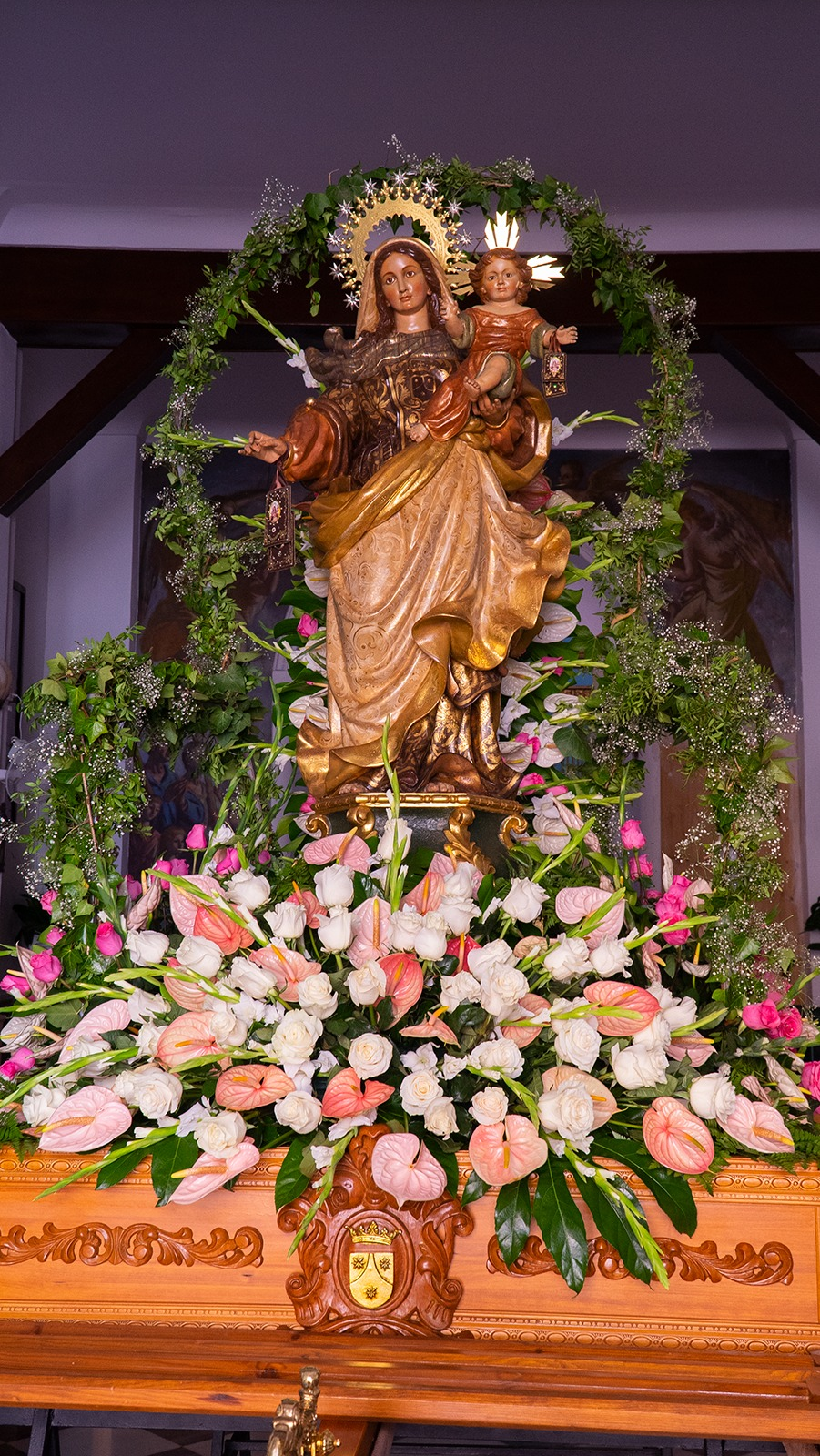
Virgen Del Carmen de Garrucha (Almería)
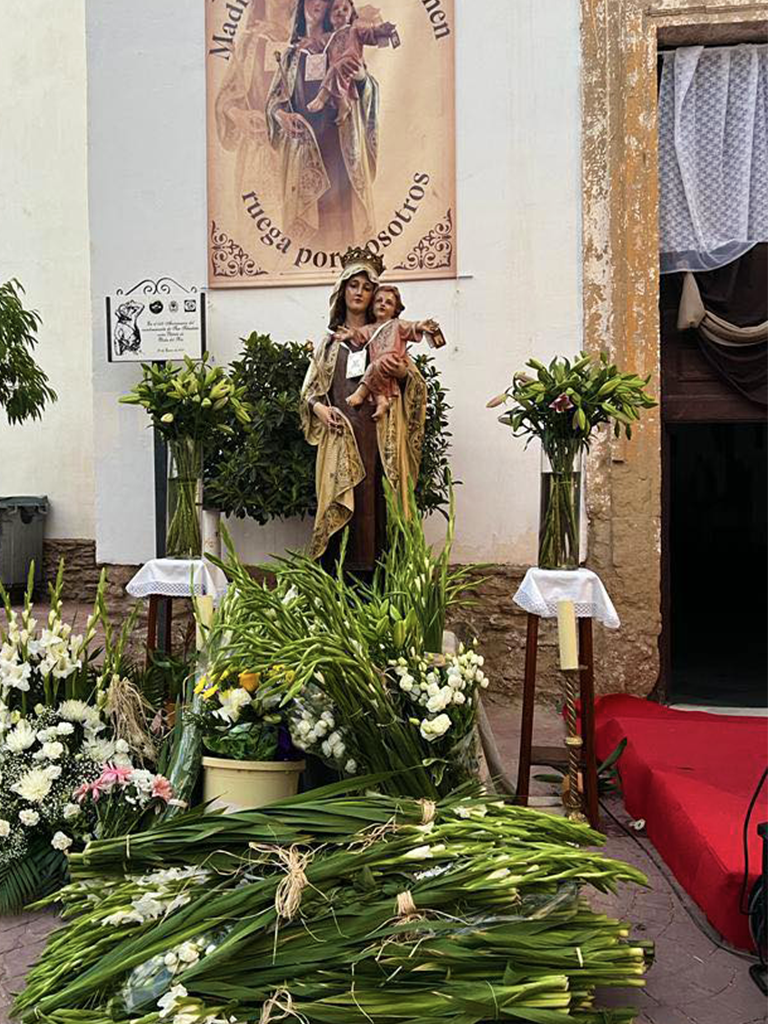
Virgen Del Carmen de Olula del Río (Almería)
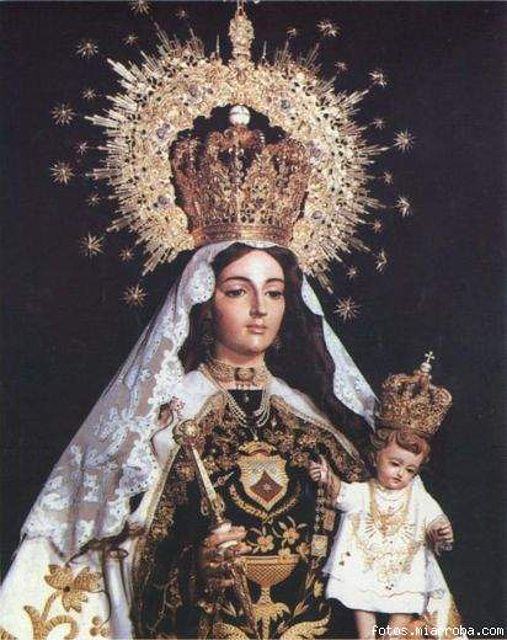
Virgen del Carmen, Patrona de Rute (Córdoba)

La devoción a la Virgen del Carmen fue llevada por los misioneros españoles en la época de la colonización española de América, y está por tanto íntimamente unida a la historia de Hispanoamérica.

### Italia

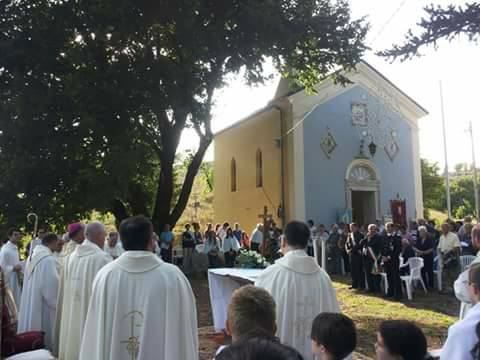
Santuario del Carmen, Acquafondata, Italia

En el sur de Italia, en el pueblo de Acquafondata, se rinde culto a la Virgen de Monte Carmen en el pequeño santuario construido en el lugar de la aparición de la Virgen María el 16 de julio de 1841. 

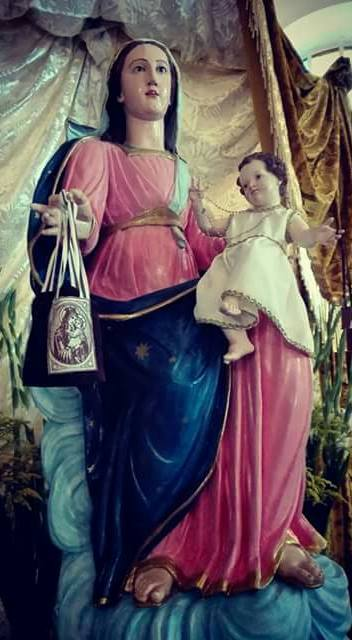
Virgen del Carmen, Acquafondata (Italia)

La ciudad de Palmi conmemora cada 16 de noviembre el denominado "milagro de la Virgen del Carmen". En sus orígenes está el terremoto que, el 16 de noviembre de 1894, asoló la citada ciudad italiana y los dieciséis días anteriores a la catástrofe, durante los cuales se pudo observar cómo la estatua de la virgen del Carmen del Santuario tenía cierto movimiento en sus ojos y cambiaba el color de su cara. La prensa local y nacional se hizo eco del caso y, finalmente, en la noche del 16 de noviembre los fieles improvisaron una procesión en la que portaban a hombros la estatua de la Virgen por las calles del municipio. Cuando la procesión llegó al final de la ciudad, un violento terremoto sacudió todo el distrito de Palmi, en el que quedó arruinada la mayor parte de las casas, pero en el que sólo hubo nueve víctimas de sus 15.000 habitantes, ya que casi toda la población estaba procesionando la estatua de la Virgen. Desde entonces se celebra una procesión en la que la Virgen del Carmen es llevada a hombros por las mismas calles que en 1894, acompañado todo de un ambiente festivo en el que se lanzan petardos y se instalan puestos para la venta de diversos artículos. La Iglesia católica reconoció oficialmente el milagro, con el decreto emitido por la Santa Sede el 22 de septiembre de 1895, y fue coronada la imagen el 16 de noviembre de 1896.

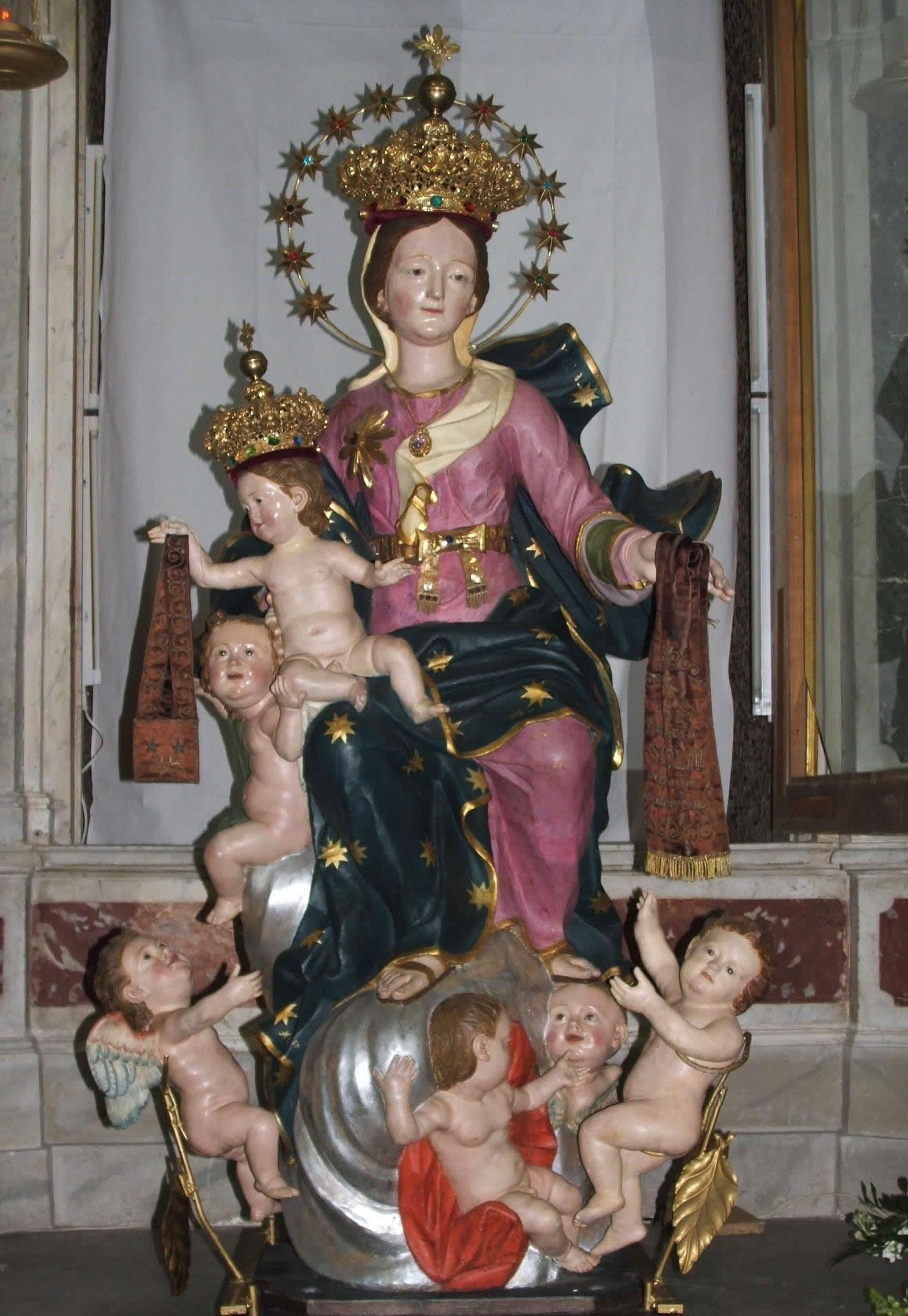
Virgen del Carmen en Palmi
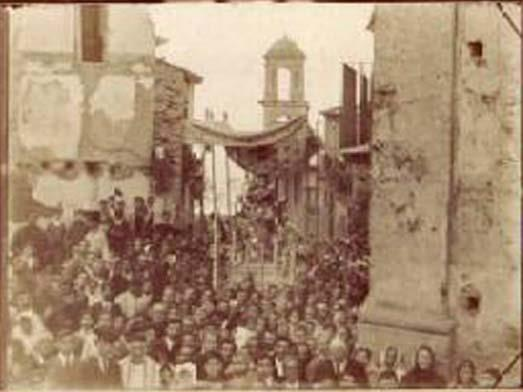
procesión del 16 de noviembre 1894 en Palmi

### Malta
La Virgen del Carmen es la patrona de la capital maltesa, la ciudad de La Valeta.

## Devoción en América

### Argentina

Procesión de la Virgen del Carmen en Nogoyá.

La Virgen es venerada en numerosas ciudades a lo largo del país. Esta advocación mariana es patrona del Ejército de los Andes, fundado por el General San Martín y del Servicio penitenciario federal argentino. Es una de las advocaciones de la Virgen María que recibe el tratamiento de Virgen Generala del ejército.
Es patrona de las siguientes ciudades de la provincia de Buenos Aires:
- Cañuelas, su parroquia principal lleva su nombre: "Nuestra Señora del Carmen".
- En Arroyo Corto la Parroquia y la Escuela Primaria llevan su nombre.
- En Lobos.
- Ituzaingo, Parroquia Nuestra Señora del Carmen. Todos los 16 de julio celebran a la Virgen del Carmen, junto con la misa para enfermos y difuntos. El domingo correspondiente a la fecha se realiza la fiesta patronal en honor a la Virgen.
- En la Ciudad de General Rodríguez todos los 16 de julio se rinde culto a la Virgen del Carmen, Patrona de la Ciudad.
- En Zárate también es su Virgen patrona.
- En Las Flores también es su patrona.
- En Necochea, su parroquia principal lleva su nombre: "Nuestra Señora del Carmen".
- En Lobería también es su patrona y se celebra la fiesta el 16 de julio.
- En Tres Arroyos.
- En Benavídez también es la Patrona.
- En General Lamadrid.
- En la Parroquia de General Villegas.
- En la localidad de Pasteur (Pcia. de Bs.As.). Patrona del pueblo.
- En la Ciudad cabecera del Partido de Patagones, "Carmen de Patagones", se encuentra la Parroquia que lleva su nombre, se le rinde homenaje cada 16 de julio de todos los años.
- En la Ciudad de Carmen de Areco todos los 16 de julio se rinde culto a la Virgen del Carmen y se realizan actividades religiosas en honor a la Santa Patrona, la peregrinación a pie junto a la imagen de la virgen hasta la parroquia que lleva su nombre "Nuestra Señora del Carmen", allí se realiza la misa. 60 días antes de la celebración cientos de imágenes salen a recorrer los hogares y regresan el día antes de la celebración.
- En Chivilcoy uno de sus principales templos, asociado a la inmigración italiana del siglo XIX, está dedicado a la advocación de la Virgen del Carmen; en el pasado reciente su festividad era celebrada con un llamativo espectáculo de fuegos artificiales; y aún hoy el 16 de julio se mantiene como un día de festejo popular.
- En Carlos Casares, patrona del pueblo y su parroquia principal lleva su nombre: "Nuestra Señora del Carmen".
- En El Socorro Es la patrona del pueblo.
- En el Colegio Nuestra Señora del Carmen de Suipacha.
- En el Colegio y Parroquia Nuestra Señora del Carmen de la Ciudad de La Plata.
- En el Colegio Nuestra Señora del Carmen de Lomas de Zamora.
- En el Colegio Carmen Arriola de Marín, de San Isidro en Buenos Aires.
- En la iglesia y colegio católico Nuestra Señora del Carmen en Villa del Carmen, un barrio de Del Viso.
- En la parroquia y colegio "Nuestra Señora Del Carmen" en Villa Urquiza, Ciudad de Buenos Aires.
- En Wilde, su parroquia más antigua es en devoción de "Nuestra Señora del Carmen"

En la provincia de Córdoba:
- En la Ciudad de Córdoba, en barrio Alta Córdoba en la Parroquia Nuestra Señora del Carmen y en el Instituto Nuestra Señora del Carmen.
- En la localidad de Villa Allende.
- En la localidad de Capilla del Carmen.
- En la localidad de Chaján.
- En la localidad de Cruz del Eje (Patrona de la Diócesis de CRUZ DEL EJE y Patrona de la ciudad) también la Iglesia Catedral de la Diócesis es en honor a la Stma. Virgen
- En la localidad de La Cumbre (Patrona del pueblo)
- En la localidad de Inriville, la iglesia del pueblo lleva su nombre.
- En la localidad de Pascanas, la iglesia del pueblo lleva su nombre.
- En La Localidad de Villa de las Rosas (Valle de Traslasierra)

En la provincia de Tucumán es patrona de:
- El Barrio Villa 9 de julio, en la capital tucumana.
- La Ciudad de Famaillá, en donde se la conoce como Virgen de los Cabellos Largos.[17]
- La Ciudad de Aguilares, con amplia devoción.
- De Tafí del Valle.
- El Pueblo de La Madrid (departamento Graneros).

En todas estas localidades tucumanas se celebra la fiesta patronal el 16 de julio con grandes muestras de fe y devoción.
En la provincia de Santiago del Estero:
- Es patrona de la Ciudad de Santiago del Estero y la Catedral Basílica de dicha ciudad ofrece su altar mayor a esta imagen, patrona del pueblo santiagueño.
- Es patrona de Villa la Punta, un pueblo situado en el sur de las Sierras de Guasayán.

En la ciudad de Nogoyá, provincia de Entre Ríos, la virgen es muy venerada y es la patrona del pueblo; inicialmente conocida como Nuestra Señora del Carmen de Nogoyá.
En la provincia de Corrientes:
- Es patrona en la ciudad de Bella Vista.
- En la ciudad de Sauce, su imagen también se venera con amplia devoción.

En Formosa es patrona de la provincia, establecido por ley del primer gobierno constitucional y allí hay una parroquia (Iglesia Catedral) con el nombre de la Virgen, en la cual es venerada la imagen que trajo el fundador de la ciudad Coronel Luis Jorge Fontana. Cada 16 de julio se realiza la tradicional procesión por las calles de la ciudad donde miles de fieles se convocan para rendir culto a la patrona de la ciudad de Formosa, patrona de toda la diócesis y patrona de la provincia. Cuando la santa imagen llega a la catedral es recibida por una lluvia de pétalos y papelitos y por numerosas bombas de estruendo.
En Puerto Iguazú, provincia de Misiones, se encuentra la Parroquia Virgen del Carmen patrona de la ciudad y de las cataratas del Iguazú.
En la Ciudad de El Carmen (provincia de Jujuy) todos los 16 de julio también se rinde culto a La Virgen del Carmen con la particularidad de que desde el 1 hasta el 31 de julio se realizan actividades culturales, deportivas y religiosas en honor a la Santa Patrona organizados por diferentes instituciones de la ciudad, como así también el municipio local, y es la única ciudad del país que tiene esta característica. 
El 15 de julio se realiza la peregrinación itinerante por los diques Las Maderas y La Ciénaga, luego se recorre a pie junto a la imagen de la virgen 7 km hasta la parroquia. Allí a las 20 se celebra la Santa Misa, luego hay serenata y a las 00:00 del 16 se le cantan las mañanitas con los Mariachis y toda la población recibe su día con fuegos artificiales. El 22 se lleva a cabo el desfile cívico y militar en la ciudad de El Carmen.
En la Provincia de Salta:
- En la Diócesis de la Nueva Orán, y la ciudad de San Ramón de la Nueva Orán (última ciudad fundada por los españoles en América) es copatrona junto a San Ramón Nonato. En esta diócesis desde el año 2001 se realiza la Peregrinación Juvenil Mariana, que recorre 24 km desde la ciudad de Pichanal hasta Orán. El lema que reúne a los jóvenes en torno a la Virgen del Carmen y su escapulario es "María, en tus manos mi Esperanza".
- En la ciudad de San José de Metán es copatrona de la ciudad, junto a San José; el Hospital de la ciudad lleva su nombre y es venerada en la Unidad Penitenciaria con sede en la ciudad.
- En Juramento, departamento de Metan, el convento de los Novicios Hermanos Discípulos de Jesús de San Juan Bautista, lleva su nombre y se encuentran los Novicios bajo su advocación.
- En Complejo Termal El Sauce, en el paraje del mismo nombre de la localidad de El Bordo, todos los 16 de julio o el sábado posterior al mismo se congrega a toda la comunidad de la Asociación de Jubilados y Pensionados de la Provincia de Salta (AJPS) a rendir honores a la Virgen del Carmen y pidiéndole su bendición de todos los hogares.
- En Seclantás, Departamento de Molinos, la iglesia del pueblo lleva su nombre, y es santa patrona del pueblo, su fiesta se celebra el primer sábado posterior al 16 de Julio.

En la Provincia de Santa Fe:
- En Timbúes (localidad) la parroquia lleva su nombre, siendo la Santa patrona del pueblo.
- En Helvecia, la parroquia lleva su nombre ya que es la patrona del pueblo.
- En la ciudad de Santa Fe existe la Basílica de Nuestra Señora del Carmen, iglesia que fuera elevada a esa categoría por el Papa Juan Pablo II.
- En la ciudad de Funes la parroquia Nuestra Señora del Carmen fue inaugurada el 10 de noviembre de 1912. Carmen Lejarza y Estela Jaccuzzi, ambas presidentas honorarias de la comisión de damas, contribuyeron al sostenimiento de la que en principio había sido una capilla. La señora Lejarza, por quien lleva el nombre la parroquia, trajo desde Europa la imagen de la Virgen Del Carmen y así resultó impuesto como Santa Patrona.

En la Arquidiócesis de Rosario es Patrona de las parroquias y de los siguientes pueblos: Soldini, Pérez, Pujato, Timbúes (localidad). Además, en la ciudad de Rosario existe una parroquia con su nombre a cargo de los Padres Carmelitas.
- Es la patrona de Carmen de Patagones, en la provincia de Buenos Aires. Su imagen se encuentra en la parroquia de nuestra señora del Carmen, que es la primera y la más antigua construida en la Patagonia Argentina. A su lado están Ceferino Namuncurá y Artémides Zatti y también hay 2 banderas, pertenecientes a la armada brasileña, debido a que el 7 de marzo de 1827, Brasil intentó invadir Argentina y fue derrotada su armada por las fuerzas del fuerte de Patagones y los vecinos.

### Bolivia

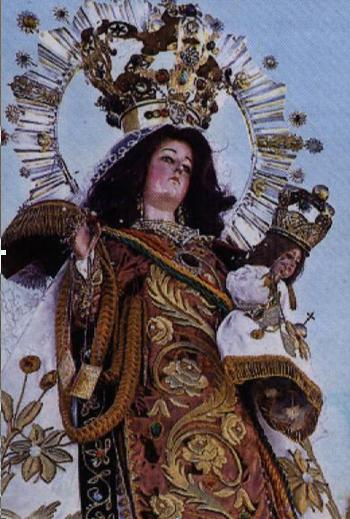
Virgen del Carmen - Villa Rivero

La devoción a la Virgen del Carmen traída por los misioneros españoles en la época colonial, está íntimamente unida a la historia de Bolivia. Durante el tiempo de las luchas por la independencia, los patriotas la tomaron como su protectora. El 16 de julio de 1809 se produjo una revolución en la ciudad de La Paz, encabezada por don Pedro Domingo Murillo en contra del gobierno español, aprovechando la procesión en la fiesta de la Virgen del Carmen. Después de destituir a las autoridades realistas, la Junta Tuitiva proclamó la liberación de estas tierras del poder de la Corona española. Días después, los patriotas volvieron a sacar en procesión a la imagen de la Virgen del Carmen, en acción de gracias por el triunfo del levantamiento, pero esta vez con el gorro frigio de la libertad en vez de la corona y con un sable en la mano.
El Papa Pío IX la proclamó "Patrona de Bolivia" por una Bula Papal en 1851 y ratificada por el gobierno de Bolivia en 1852. Posteriormente, por Ley del 11 de octubre de 1948 fue proclamada "General y Patrona de las Fuerzas Armadas de la Nación". Su fiesta es celebrada con mucha devoción y solemnidad en muchos pueblos y ciudades del país, y con la participación de las Fuerzas Armadas de la Nación con el grado de Generala.
La imagen tiene más de 206 años, fue intervenida para una restauración el 2011 por el ministerio de Cultura a insistencia de la Iglesia. Es la Misma Imagen de La Revolución del 16 de julio de 1809 en La ciudad de Nuestra Señora de La Paz, que marcó el seguimiento de los diferentes movimientos revolucionarios en América del Sur.
Los Paceños tienen una devoción especial a la Virgen del Carmen la "Revolucionaria" o llamada también en La Paz la "Linda" imagen que se venera en la Iglesia del Carmen en pleno centro de la Ciudad Ballivian esquina Colón, ex Monasterio de las Carmelitas descalzas.
En Punata En la localidad de Villa Rivero; una de las festividades religiosas más importantes es la de Virgen del Carmen, que se celebra desde el 22 hasta el 25 de julio. La imagen de la Virgen tiene más de 600 años de antigüedad, fue hecha en España y traída a Bolivia durante la colonia y posteriormente obsequiada a la localidad de Villa Rivero.

### Chile

#### Virgen del Carmen de La Tirana

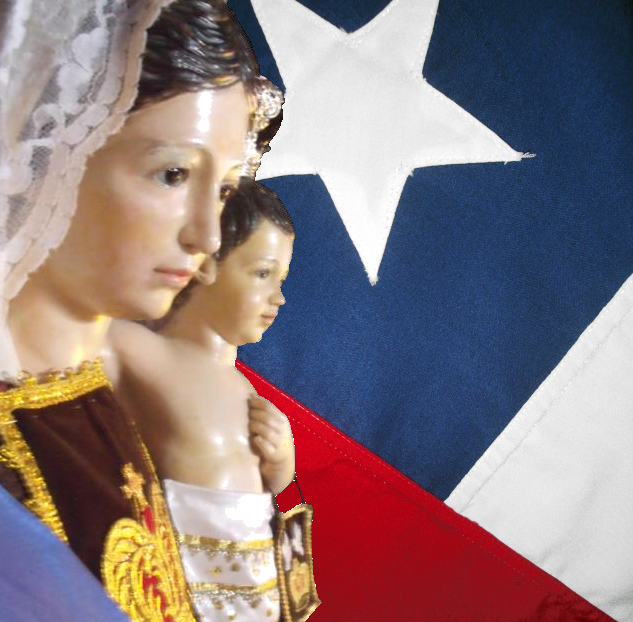
Imagen de la virgen del Carmen en el santuario de La Tirana.

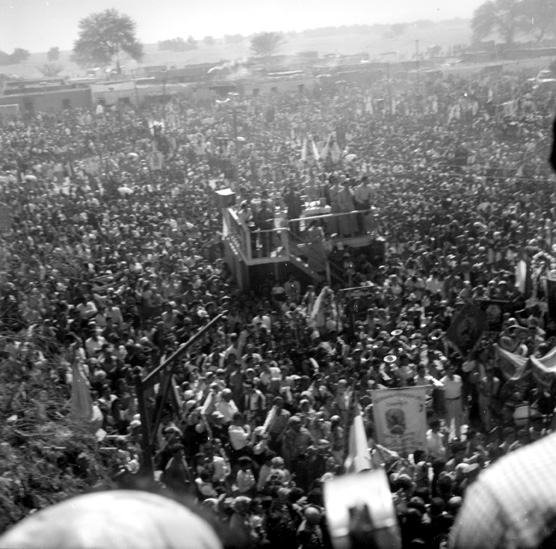
Fotografía de la procesión de antaño en el santuario de La Tirana.

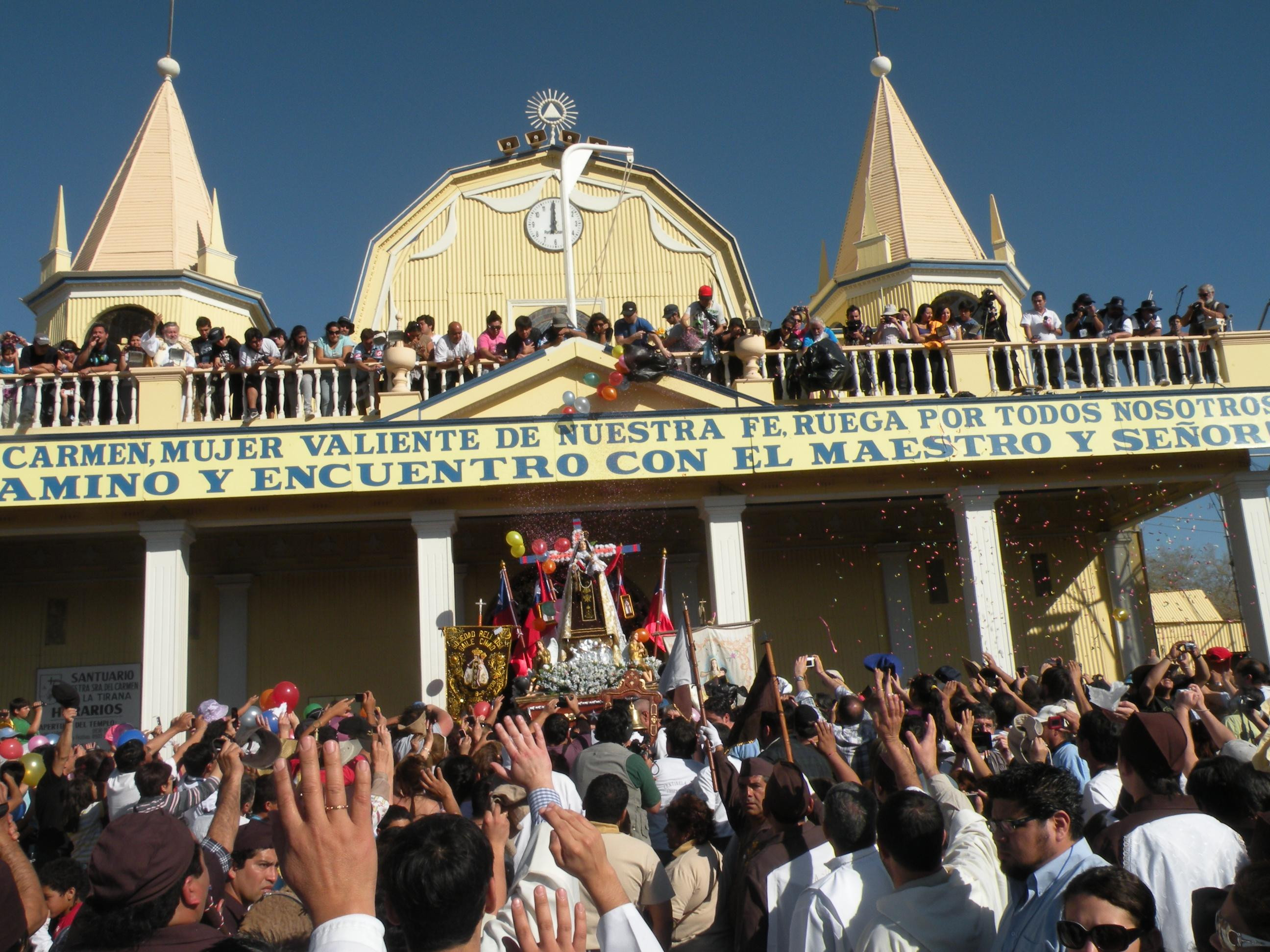
Procesión de la imagen de la virgen del Carmen en el santuario de La Tirana.

En La Tirana, pueblo en el interior de Iquique, cada 16 de julio los fieles peregrinan hacia el santuario, donde se celebra con mayor devoción a esta advocación mariana. En este poblado se cuenta el relato fundante referido a la india ñusta (princesa) Huillac:

En el otoño de 1535, salió del Cusco rumbo a Chile el conquistador Diego de Almagro con unos 500 españoles y diez mil indígenas. Entre ellos llevaba, como rehenes, a Huillac Huma, último sumo sacerdote del culto al sol, y a su hija de 23 años, la ñusta Huillac. La joven logró huir y se refugió con algunos seguidores en un oasis de la Pampa del Tamarugal. Ejecutaba sin piedad a todo extranjero o indígena bautizado que cayera en sus manos y la llamaban «la Tirana del Tamarugal». Un día apareció un joven muy apuesto, Vasco de Almeida. La ñusta se enamoró perdidamente e inventó la forma de demorar su muerte. Vasco le trasmitió la fe cristiana y su devoción al Carmelo, y tal fue el amor entre ellos, que la ñusta al preguntarle si era cierto que había un Dios supremo que daba vida eterna después de la muerte, asintiendo este, pidió que le bautizara, y en ese momento, cuando sus seguidores descubrieron su traición, los mataron a ambos bajo una lluvia de flechas, derramando la sangre sobre esas tierras. Años más tarde, un evangelizador español, fray Antonio Rondón, descubrió entre las ramas de tamarugos una tosca cruz de madera. Enterado de la tragedia, levantó en el lugar una capilla en honor a la Virgen del Carmen.

Desde entonces se celebra la fiesta en julio, comenzando el día 10 y finalizando el día 17, cuando la imagen de la virgen es subida a su camerino. Estos días están marcados por la llegada de peregrinos que danzan a la imagen de la virgen —bailes como la diablada, las cuyacas, el baile chino, etc.— durante diez días danzando día y noche.
El día 15 se realiza la solemne eucaristía de vísperas en la plaza del santuario, donde se espera el 16 de julio con fuegos artificiales, congregando de esta manera a más de doscientos mil peregrinos que cantan y bailan.
El día 16 la imagen de la virgen es bajada desde lo más alto del santuario con el canto del himno de Chile hasta los miles de fieles que están reunidos en la explanada, donde se da inicio a la solemne eucaristía del día de la fiesta. Tras finalizar la eucaristía, los peregrinos se reúnen en el santuario para celebrar la multitudinaria procesión de la fiesta, donde las imágenes de la virgen, san José y Jesús Nazareno son sacadas a pasear por las calles de La Tirana durante más de ocho horas. Luego en la noche, en la explanada del santuario, todos se reúnen para esperar la llegada de la procesión con las imágenes para despedirse de ellas.
El día 17 por la mañana, se realiza la procesión alrededor del santuario y cerca del mediodía se oficia la solemne eucaristía de despedida, cuando la imagen de la virgen es subida a su camerino con las cintas tricolores que repletan el santuario.

#### Llegada de la devoción a Santiago
Cuando llegaron los frailes de la orden de san Agustín a Chile en 1595, iniciaron la propagación de la Virgen del Carmen y crearon varios años más tarde su primera cofradía. Su imagen es usada como patrona del Ejército Libertador de Argentina y Chile. El 5 de diciembre de 1811 se celebró una misa de acción de gracias por orden de José Miguel Carrera y Bernardo O'Higgins en nombre de la Virgen, mientras que el 5 de enero de 1817 fue José de San Martín quien la declaró oficialmente «Patrona del Ejército de los Andes», colocando el bastón de mando en la mano derecha de la imagen religiosa. En las vísperas de la batalla de Chacabuco, O'Higgins proclamó «Patrona y Generala de las Armas Chilenas» a la Virgen del Carmen.
Ante el inminente desenlace final de la guerra de independencia tras diversas victorias realistas, cuyas tropas se acercaban a Santiago, se realizaron oraciones en la catedral de la ciudad orando por la victoria de las tropas patriotas. Allí, O'Higgins, director supremo del país, prometió la construcción de un templo en honor a la Virgen en aquel lugar donde se asegurase la independencia de Chile:

En el mismo sitio donde se dé la batalla y se obtenga la victoria, se levantará un Santuario a la Virgen del Carmen, Patrona y Generala de los Ejércitos de Chile, y los cimientos serán colocados por los mismos magistrados que formulen este voto, en el mismo lugar de su misericordia, que será el de su gloria.

La victoria patriota en la batalla de Maipú, el 5 de abril de 1818, aseguró la independencia chilena y, cumpliendo con su promesa, O'Higgins ordenó la construcción del Templo Votivo en la actual comuna de Maipú. Su festividad, el 16 de julio, es celebrada en el país desde 2007, reemplazando el feriado de Corpus Christi.

#### Consagración
El 3 de abril de 1987, Chile fue consagrado a la Virgen del Carmen por san Juan Pablo II en el Santuario Nacional de Maipú.

### Colombia

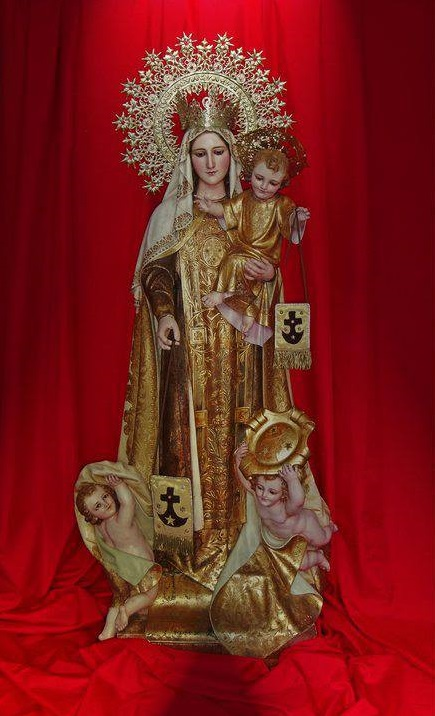
Nuestra Señora del Carmen

Los transportadores colombianos la adoptaron como su patrona por la protección e intercesión que se le atribuye a la Virgen del Carmen en situaciones de peligro. Es común ver en las carreteras colombianas santuarios levantados en honor a la Virgen con decenas de velas alrededor, y farolas de los carros puestas por los conductores que pasan por el lugar y se detienen a orarle. Igualmente, los conductores mandan bendecir escapularios e imágenes los cuales cuelgan y pegan en sus vehículos a manera de escudo protector.
El origen de esta devoción se sitúa en el Caribe Colombiano; en casi todos los municipios de los siete departamentos de esa región del norte del país, pero sobre todo en los del antiguamente llamado Bolívar Grande, se le rinden diversos homenajes a la Virgen del Carmen en su día y los conductores participan de las procesiones en honor a su patrona engalanando sus vehículos y haciendo sonar sus bocinas. En los pueblos ribereños del Río Grande de la Magdalena, las gentes salen en procesión por el río, llevando la imagen escoltada por centenares de chalupas (comúnmente en el Municipio de Guamal). Luego, los transportadores terrestres llevan la imagen en una gigantesca caravana en la que hacen sonar las bocinas de los automóviles, haciéndose notar por cada pueblo que pasan, también se realiza una Cabalgata conmemorativa. 
El principal municipio en donde se destaca la celebración del 16 de julio, día consagrado a la Virgen es El Carmen de Bolívar; donde se llevan a cabo unas fiestas patronales con prestigio en toda Colombia, alrededor del 7 al 17 de julio. Estas fiestas comúnmente comienzan con una alborada musical realizada por una banda de música de viento, con diferentes las acciones culturales en días anteriores. Las romerías se bailan y canta con su patrona la cual no es ajena a la danza, pues es llevada en hombros al ritmo de un porro sabanero. En las noches de novena, después de terminar de tocar la banda de viento que se coloca en el atrio del Santuario. La gente se reúne en el centro de la ciudad para "jugar" o simplemente ver las tradicionales Bolas de Candela. Los días 15, 16 y 17 se hace quema de castillos y las llamadas "vacas locas". Por otra parte, cabe añadir que su nombre de fundación fue "Nuestra Señora del Carmen".
Desde el 16 de julio del año 1992 se declaró en diversas arquidiócesis y diócesis a nivel nacional en sus actas, como fiesta religiosa casi que de precepto para la mayoría de ciudades y pueblos en Colombia, que de diversas formas le rinden homenaje a su Santa Patrona de una forma excepcional con alboradas, procesiones, desfiles y bendiciones de vehículos. 
Como son los casos en: Honda (Tolima) se celebra un banquete en honor a la Virgen del Carmen días previos a la fiesta con muestras culturales. En el centro histórico de Bogotá "La Candelaria", se encuentra el Santuario Distrital de la Virgen del Carmen, donde cada 16 de julio se realizan diferentes actos que congregan a los conductores de la ciudad, sobre todo taxistas, que le rinden homenaje a su patrona. Los conductores y dueños de tractomulas que se encuentra en cerca del Antiplano Cundiboyacense realizan un homenaje en el autódromo de Tocancipá. Con una eucaristía se abre la fiesta de carreras de estos vehículos que vienen de todos los rincones del país para rendir tributo a su benefactora.
También cabe resaltar que la Virgen del Carmen es Patrona y Reina de las Fuerzas Armadas de Colombia, la Policía Nacional, la Infantería de Marina y la Fuerza Aérea. También es patrona del Cuerpo de Bomberos.

### Costa Rica
En 1913 en la ciudad de Puntarenas, corrió la noticia de que «El Galileo», un barco de concha perla, con toda su tripulación a bordo, había naufragado cerca de la Isla del Caño. Don Hermenegildo Cruz Ayala, un chiricano panameño, que como tantos otros en aquella época vinieron a probar suerte al joven puerto costarricense, era el dueño de la colapsada embarcación.
Don Hermenegildo, empujado por el dolor de los familiares de los tripulantes de su barco, y ante la conmoción de los porteños, se dirige al templo de la ciudad a pedirle a la Virgen del Carmen por sus trabajadores.
El pueblo católico, encabezado por el padre Carmona -párroco del lugar-, ora por los hombres de los cuales no se tenía noticia alguna.
El milagro sucede algunos días después, cuando llega la noticia de que los tripulantes del Galileo son trasladados hacia Puntarenas, por un barco que les rescató en tierra firme.
En medio de la algarabía de los ciudadanos llegan al puerto aquellos hombres por quienes se había orado, para sorpresa de todos los creyentes. Ellos hablan de una mujer que, en medio de la tempestad y la tragedia, los alimentó y acompañó de modo que tuvieron suficiente fuerza para nadar a tierra donde fueron rescatados.
Aquel mismo día se presentaron al templo, acompañados de sus familiares y amigos y subiendo de rodillas la Iglesia llegaron al lugar donde estaba la Virgen del Carmen, donde el capitán y uno de los marineros narró el milagro de la aparición de la Virgen y su inesperado salvamento en medio de la tormenta.
Desde entonces, los porteños, la llaman la Virgen del Mar, y todos los pescadores salen por el Golfo de Nicoya a rendirle honor. Le dan gracias por el fruto de su trabajo y le piden confiadamente para que los proteja cada vez que salen al mar a buscar el sustento para sus hijos.
Cada año, para el 16 de julio, costarricenses de todo el país acuden a Puntarenas a darle gracias.

### Ecuador
En Ascázubi, una parroquia perteneciente al Cantón Cayambe en Pichincha-Ecuador, se encuentra arraigada una fe muy fuerte. Ésta se inició con un grupo de moradores de la parroquia quienes, por su fe católica, construyeron una iglesia, con un trabajo muy arduo. Luego de terminar, los moradores de Asczázubi fueron a pedir al Quinche, el convento más cercano, que celebraran misas en la nueva iglesia y como en ese entonces la distancia era un obstáculo no podían ir ya que la única manera de llegar era caminando o con un buseta que solo salía en horarios especiales.
Al ver que no se tuvo resultados favorables decidieron enviar una carta pidiendo un sacerdote residente a la Curia en Quito. Poco tiempo después llegaron a efectuar una inspección, y luego de un par de semanas de haberlo pedido, llegó un Cura con un Hermano de la orden Franciscana, quienes quedaron totalmente sorprendidos del trabajo realizado por los moradores.
Al ver que era una iglesia nueva, el cura decide poner un patrono de Ascázubi, entonces es donde nace la intriga en el pueblo, allí se entró en votación.
Los moradores intrigados no sabían quién sería su patrón, cada vez que podían el padre les contaba diferentes historias de Santos, pero llegó un día donde llegó a sus oídos la Historia de la Virgen del Carmelo, fue impactante esta historia.
Y desde ahí todos escogieron a su patrona. Y poco a poco fue creciendo la fe en ella. Los moradores, poco tiempo después, compraron a la imagen de la Virgen del Carmen.
Actualmente la Virgen del Carmen, es responsable de muchos milagros hechos a los moradores de Ascázubi, como el hecho de darles salud, dinero, estabilidad emocional, trabajo, y eso es a luz pública ya que fieles han dado mantos a su patrona.
Adicionalmente, la Virgen del Carmen es patrona de la ciudad de Zaruma, en la provincia de El Oro, en donde, en el mes de julio, se celebra la elección de la Reina de Zaruma, Reina Nacional del Café, a más de las procesiones en el día de la virgen (16 de julio).
También remonta en la actualidad la creencia de sus devotos en la Parroquia que lleva su nombre ubicado en el sur de la ciudad Atenas del Ecuador Cuenca, hablamos de La Parroquia el Carmen de la Unión ubicada en el cantón Santa Isabel más conocido por los turistas nacionales y extranjeros el Valle de Yunguilla.

### Puerto Rico
En Puerto Rico una de las devociones más populares es la de la Virgen del Carmen. El centro de peregrinación más importante está ubicado en la zona este de la isla y se llama el Santuario Diocesano Virgen del Carmen, ubicado en el municipio de San Lorenzo, en el sector más conocido como la Montaña Santa. La Virgen del Carmen es también la patrona del municipio de Villalba, localizado en el centro sur de la isla. Su hermosa parroquia fue erigida en su honor. Además, el colegio católico de esta localidad lleva el nombre de Nuestra Señora del Carmen.
Bajo el patrocinio de Nuestra Señora del Carmen, fue erigido como santuario el 29 de septiembre de 1985 por Monseñor Enrique Hernández Rivera, Obispo de Caguas. Sin embargo, el lugar ya era visitado por miles de personas durante casi 100 años y era considerado un santuario mariano por la gente religiosa de los lugares cercanos que continuamente peregrinaban a la Montaña Santa.
También se celebra todos los años en el mes de julio durante las fiestas patronales en Cataño una procesión de Cataño hasta la Fortaleza (residencia oficial del Gobernador de la isla de Puerto Rico), en lancha con la imagen de la Virgen del Carmen en una lancha al frente. 
Es muy bonito y cualquier católico que tenga embarcación podrá participar en la misa todos los años.

### Guatemala

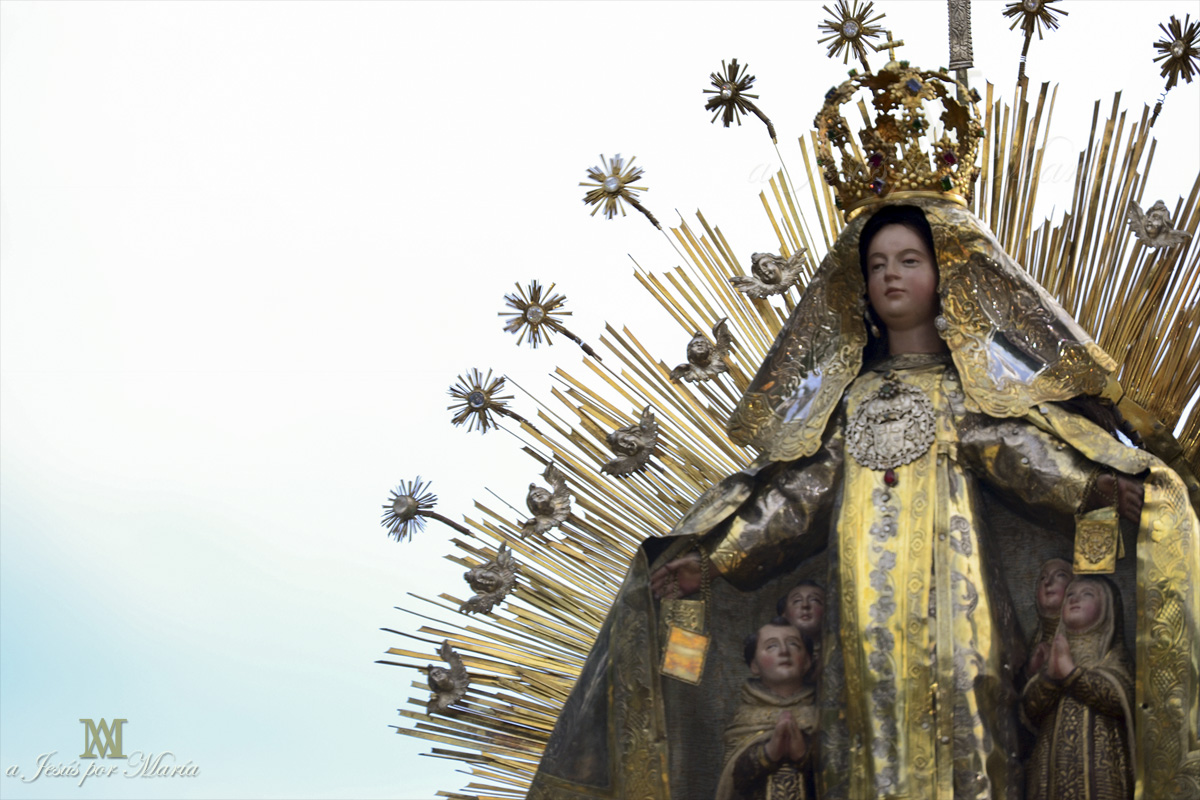

La devoción a la Virgen del Carmen en Guatemala es extendida, contando con varios templos dedicados a su advocación en la Ciudad Capital, siendo el principal el Santuario del Cerrito del Carmen, lugar del asiento original de la Capital de Guatemala en su cuarto traslado en 1776.
La imagen de la Virgen del Carmen fue traída a Guatemala en el siglo XVII. La leyenda cuenta que Santa Teresa de Ávila quiso que esta imagen fuera llevada al Nuevo Mundo, augurando que a sus pies se levantaría una gran ciudad; la misma fue entregada por las carmelitas de Ávila (España) a Juan de Corz, quien venía al Nuevo Mundo como ermitaño.
Después de su llegada a México desde España, a bordo de la nave “María Fortaleza”, Corz se dirigió hacia Guatemala. Durante su paso por un cerro, en el Valle de las Vacas, la Virgen le indicó al ermitaño que en ese lugar quería reposar, erigiéndose bajo esa voluntad una iglesia-fortaleza en 1620, sobre la cumbre del cerro que desde entonces es conocido como Cerrito del Carmen.
Así, la Virgen del Carmen, se convirtió en la primera huésped y patrona del Valle que pasó a llamarse "Valle de la Virgen", donde más de un siglo después se fundaría la Nueva Guatemala de la Asunción, actual capital de la República de Guatemala.

### México

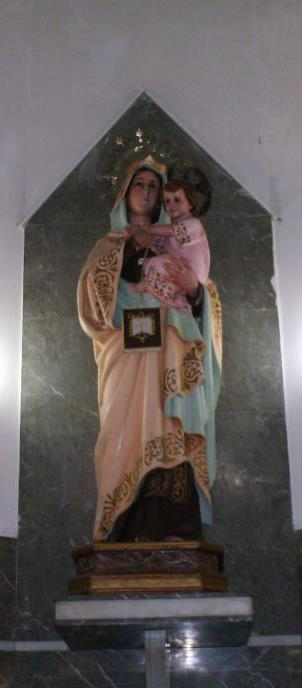
En 2017 se celebró en Ciudad del Carmen los 300 años de la veneración de nuestra Señora del Carmen lleno de feligreses

Nuestra Señora del Carmen es muy venerada en Ciudad del Carmen, en Campeche. La devoción de esta localidad surgió a partir de la expulsión de los piratas de la isla en la madrugada del 16 de julio de 1717, siendo atribuido el triunfo a la Patrona de los Marineros. Después se construyó un fuerte para defender la población y en el centro se construyó una capilla en honor a la Virgen del Carmen.
A principios de 1900, los pescadores de la ciudad le regalaron a la Virgen una corona de oro; al igual que una más pequeña al niño, en 1956, año en que también se celebró el centenario de la elevación de la Villa a Ciudad. Por iniciativa de Monseñor Faustino Rebolledo Blanco, se coronó pontificalmente a la imagen por orden del Papa Pío XII; el encargado de coronarla fue el obispo de la diócesis de Campeche. La imagen recibió una nueva corona, más estética y bella, que lleva al frente el escudo de Ciudad del Carmen, arriba del escudo, una rosa de los vientos en forma de estrella. El niño lleva en sus sienes una versión más pequeña de la corona; los camaroneros le regalaron una aureola que lleva en su espalda.
Ese mismo año la Virgen fue paseada por la bahía de la ciudad a bordo de la embarcación camaronera "Centenario del Carmen"; pero solo por esa ocasión, ya que mucha gente lo consideró como un sacrilegio y durante 12 años no se le paseó, hasta que en 1968 fue llevada en procesión de nuevo. Curiosamente, el año siguiente, en marzo, fueron descubiertos pozos petroleros en la zona marina aledaña, por lo que se atribuyó a la Virgen la bendición del suelo marino para encontrar el petróleo. Desde ese año se le pasea ininterrumpidamente. Existe la leyenda de que cuando los huracanes o tormentas se acercan a la isla, la Virgen camina alrededor de ésta para alejar a las tempestades, quedando así su hábito lleno de arena y abrojos.
En el malecón de La Perla del "Golfo de México", como también se le conoce a la Isla del Carmen, se encuentra el monumento religioso más alto en el mar, una estatua de Nuestra Señora del Carmen, con casi 25 metros de altura, denominada Stella Maris.
En honor a ella se realiza dentro del marco de la Expo-Feria Internacional Carmen, Los Juegos Florales Nacionales, premiando al poeta laureado con una rosa de oro.
Ciudad del Carmen, es el orgullo de la nación mexicana, siendo esta reconocida a nivel mundial como la Capital Mexicana del petróleo.
También se venera en la ciudad de Catemaco, en el estado de Veracruz, donde existe una basílica en su honor y donde según leyendas hizo su aparición en 1664 en un lugar de la ribera del lago de Catemaco llamado Tecalli o Tegal (Casa de Piedra). Su fiesta solemne es el 16 de julio y se celebra con una feria popular, la cual inicia el día 14 de julio cuando la Virgen sale en procesión por las principales calles de la ciudad para posteriormente realizar un recorrido en el lago, pasando por el lugar donde se apareció en 1664 al pescador Juan Catemaxca, es acompañada por música de viento y marimba, así como peregrinos venidos de todas partes del estado y el país. También en Gutiérrez Zamora (Veracruz) cada año se celebra la Feria de Nuestra Señora del Carmen comenzando por un paseo de la Virgen por el río Tecolutla.
Asimismo, es venerada en Playa del Carmen, Quintana Roo ciudad turística, en el Municipio de Solidaridad, Quintana Roo y en donde cada año se realiza en su honor una feria cuya reina es coronada en el marco de dichas celebraciones. Según la tradición, la Virgen del Carmen, se le apareció a unos pescadores que se encontraban perdidos en altamar y gracias a ella fueron rescatados. De ahí que en ese entonces, pueblo de pescadores fuera bautizado con el nombre de Playa del Carmen. Hoy, en el destino turístico, se lleva a cabo durante la Feria de la Virgen del Carmen, el convite, la procesión “Cabeza de Cochino”, bailes independientes, con la tradicional jarana de Yucatán, el hipil de Quintana Roo, terno yucateco, flores de colores, etcétera.
También, en Teziutlán (Puebla), la Virgen del Carmen hace su recorrido (por las diversas calles de la ciudad, dura más de 3 horas), de su santuario el día 6 de julio hacia la Santa Catedral y regresa a su santuario el día 16 de julio para concluir con confirmaciones, comuniones y bautizos y se dice que llegó en barco, es por eso que en su recorrido siempre la llevan en un "barco" simulado, su guardia de honor siempre la acompaña. Días próximos de diciembre de 2012 se cumplirán 200 años de que fue nombrada Generala de las Fuerzas Teziutecas en su lucha contra los invasores austriacos. Además, en la ciudad de Puebla la imagen de Nuestra Señora del Carmen es muy venerada, tanto que el barrio y colonia donde se encuentra se llama “El Carmen”, siendo su fiesta una de las más concurridas y antiguas de la ciudad, ya que dura 1 semana en promedio.
De igual manera se le venera en El Carmen, población a la que da su nombre, original Hacienda del Carmen, localidad de La Barca (municipio) en el Estado de Jalisco, con la advocación de la Virgen del Carmen.
En la ciudad de Celaya en el estado de Guanajuato, una de las festividades religiosas más importantes es la de la Virgen del Carmen el día 16 de julio, durante la cual la imagen de la Virgen es bajada de su altar y recibe la visita de miles de fieles entre celebraciones religiosas y verbenas populares. El templo consagrado a la Virgen del Carmen es uno de los edificios emblemáticos de la ciudad, construido de 1802 a 1807 de estilo neoclásico. Catalogado como la majestuosa obra culminante de Eduardo Tresguerras, en la cual desarrolla no solo los esplendores del diseño, sino que expresa también sus habilidades de escultor y pintor. De ahí que se convirtió su mote en el «Miguel Ángel mexicano», debido a sus obras de realce mundial y la cúpula similar a la de Miguel Ángel Buonarroti.
Hacia el año 1696 los primeros pobladores españoles de la ciudad de Oaxaca de Juárez (Entonces Antequera) establecieron sitios para el culto cristiano.  La ermita sustituyó al gran Teocalli de Huaxyacac, donde la ciudad indígena celebraba, cada mes de julio, la gran Fiesta de los Señores en la que se realizaba el sacrificio de una doncella en honor a Centeótl, Diosa del Maíz y la Agricultura. La festividad se cristianizó y se transformó en la actual fiesta de la Guelaguetza o Lunes del Cerro, la cual coincide con las fiestas en honor a la Virgen del Carmen.

### Nicaragua
La Virgen del Carmen es venerada como patrona en la ciudad y puerto de San Juan del Sur, y en la ciudad de Río Blanco, ambos municipios de Nicaragua son los únicos lugares en toda Nicaragua que celebra cada 16 de julio a la llamada "Reina del Mar y los Ríos" (Stella Maris) y como "Protectora de Los Pescadores".
Las celebraciones inician el día en que es subida la imagen del santo patrono San Juan Bautista y luego es la bajada de la imagen de la Virgen del Carmen copatrona de la localidad, con antelación al día 16 de julio la imagen visita diferentes hogares en ocasión del rezo de un novenario, ya el día 15 de julio con la víspera, por la noche se realiza una vigilia en la playa de la bahía, se entonan cantos en honor a La Virgen, con bandas musicales filarmónicas o chicheros, marimbas y órganos.
En la Ciudad de Río Blanco, se celebra con los llamados toros encuetados, en donde se adornan unas maquetas en forma de toros y se les colocan pólvoras de todo tipo. Luego, unos voluntarios se colocan la maqueta y andan por las calles de la ciudad siguiendo a toda persona que encuentren. Igualmente se hace una procesión en las calles de la ciudad, hasta llegar a la iglesia Nuestra Señora del Carmen, ubicada al oeste del río La Ermita.
El altar es adornado con accesorios alusivos al mar o ríos. El 16 de julio por la mañana se realiza la diana al son de chicheros; posteriormente, la misa solemne en honor a La Virgen del Carmen; a continuación, procesión por las principales calles de la ciudad hasta llegar a la terminal pesquera, en donde permanece hasta las 3 de la tarde, que se realiza la procesión en el mar -esto dura aproximadamente una hora y media-, diversas embarcaciones adornadas con banderines de colores acompañan a la Reina del Mar en su recorrido. Es común que los delfines se acerquen a la embarcación que lleva la imagen de La Virgen para rendirle tributo.
La fiesta patronal de Virgen de Carmen se da en Estelí en Nicaragua.

### Panamá
Virgen del Carmen en Santiago de Veraguas 
En Panamá, la devoción a esta advocación se extiende en todo el territorio. En la ciudad de Panamá está la Iglesia del Carmen, en la vía España, que es el centro escogido por un importante número de parejas para ser "bendecidos" por la Virgen y donde se realizan numerosas bodas. En el interior del país, las más grandes celebraciones se realizan en Pocrí (Corregimiento del Distrito de Aguadulce), pues en este pueblo se encuentra el Santuario Nacional Virgen del Carmen, donde miles de devotos asisten durante todo el año, al igual que en la histórica localidad de Natá de los Caballeros. Además, se celebra en otras ciudades como Aguadulce en el pueblo de Pocrí, renombrada procesión con las imágenes de la Virgen del Carmen en la que se ha edificado su santuario que lleva su nombre, y en Llano Sánchez.
En Natá de los Caballeros se contempla una de las más antiguas imágenes de Nuestra Señora del Monte Carmelo en las Américas.
También en la Diócesis de David, en la Provincia de Chiriquí, el culto a la Virgen del Carmen está muy extendido gracias a la orden de los franciscanos, que construyó la Iglesia del Carmen en la ciudad de David. En Sabana Grande de Pesé, se celebra con mucha fe el culto a la Virgen del Carmen, en el pueblo de Los Higos de Parita, se celebra desde hace unas décadas a la Virgen del Monte Carmelo y la cual permanece una imagen antigua.
Los pescadores artesanales de los poblados costeros de los distritos de Chame y San Carlos en el sector oeste de la provincia de Panamá, en playa El Puerto, en el distrito de Guararé y Playa Monagre, en la provincia de Los Santos, al igual que los del sector costero de la provincia de Coclé (Farallón, Santa Clara, Juan Hombón entre otras), realizan una procesión acuática hasta un punto determinado, donde se encuentran con pescadores otras comunidades, donde es venerada como la santa patrona de los pescadores y dedican el día a honrar a quien los protege en cada salida al mar. En La Palma de Darién la Virgen del Carmen también es muy venerada por dicho pueblo es una celebración grandísima, al pueblo llegan los barcos pesqueros que pasean a la virgen por toda la desembocadura del río Tuira. De igual forma, en Táboga se celebra con todos los méritos la patrona del mar.

### Perú

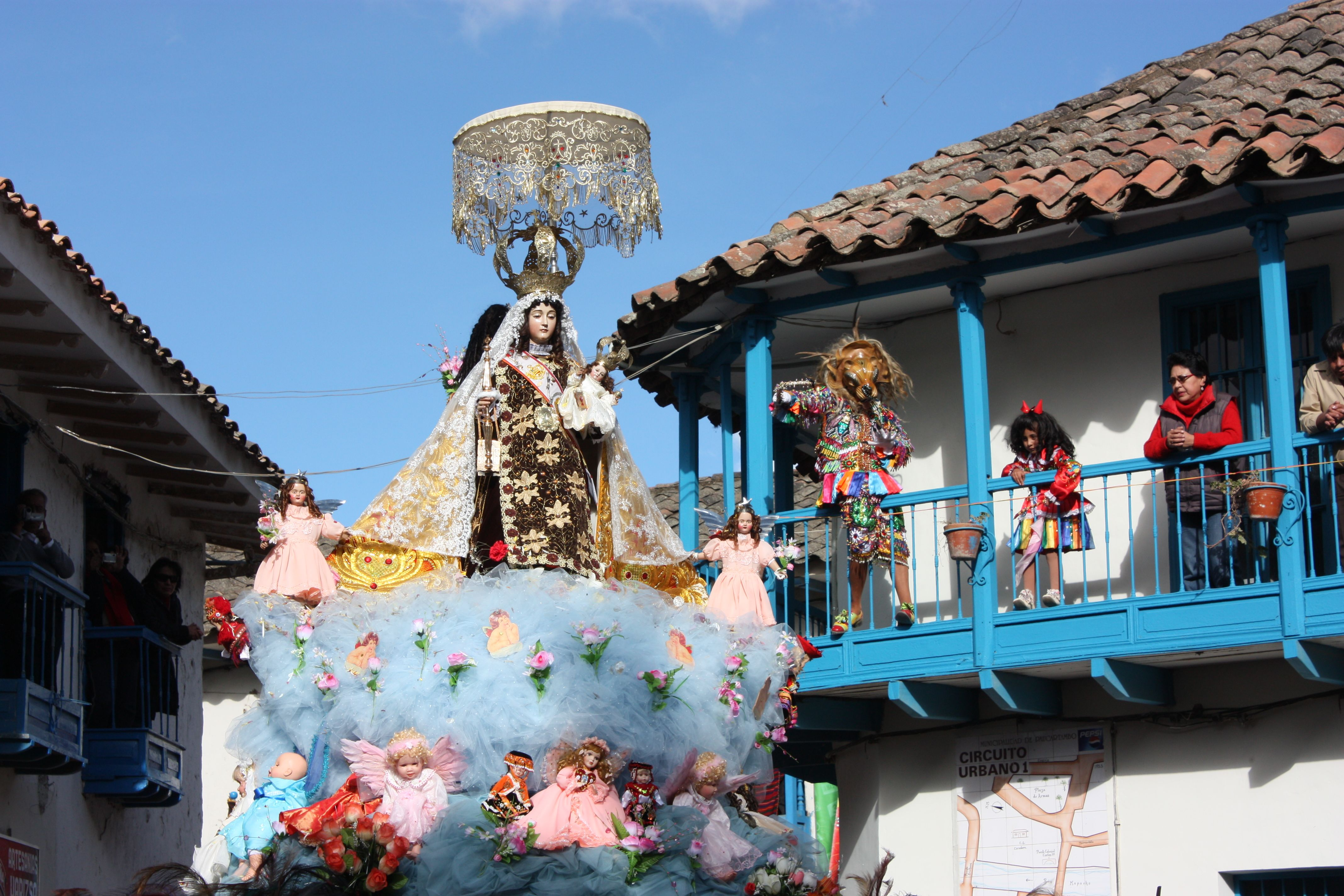
Procesión de la Virgen del Carmen en Paucartambo - Perú. Al fondo en los balcones se observan los «sajras», representación de los demonios que no pueden pisar la tierra cuando la virgen sale en procesión.

En Perú, siete festividades en honor a la Virgen del Carmen han sido proclamadas Patrimonio cultural de la Nación, estas son:
- La de Paucartambo, en el Cuzco
- La del Distrito de Huarocondo, en Cuzco
- La del Distrito de Pisac, en Cuzco
- La de Chavín de Huantar, en Ancash
- La del Carmen de La Legua, en El Callao
- La de Barrios Altos, en Lima
- La de Huancabamba, en Piura

También las festividades de la Virgen bajo esta advocación ocurren en varias otras zonas del país, como en Chincha, donde reside gran cantidad de población afroperuana; en Huancavelica, en el Distrito de Lircay; en Ancash, Distrito de Llipa; en Huancabamba, capital de la provincia del mismo nombre y en Llata (Huánuco) con su santuario en la Capilla de la Virgen del Carmen, Patrona de la ciudad de Llata. En la ciudad andina de Abancay, es la única que cuenta con su propia iglesia. En el departamento de Piura también celebran la festividad de la Virgen del Carmen, específicamente en la Provincia de Huancabamba En donde es patrona de la ciudad y cuya fiesta es la más importante del año. En Pasco, la Virgen del Carmen es venerada en el pueblo de Huachón, distrito de Huachón, también en el pueblo de Michivilca, distrito de Tapuc provincia Daniel Carrión y en Colquijirca distrito de La Fundición de Tinyahuarco Provincia y Región Pasco; a esto se suma dos grandes instituciones que lleva su nombre el Colegio Nacional Industrial No 31 Nuestra Señora del Carmen y la EPM No 34045 Virgen del Carmen, ambos en la provincia de Pasco. En Celendín, Cajamarca, los celendinos celebran en su honor una fiesta de varios días, con corrida de toros y harta pompa. Así mismo, en Bambamarca capital de la Provincia de Hualgayoc, en la Región Cajamarca, Nuestra Señora del Carmen es Patrona de la Festividad que en su honor se celebra desde el día 6 de julio hasta el día 21 de julio de cada año. Dicha celebración se inicia con las novenas y misas en honor a santísima virgen, continúan con las procesiones de nuestra patrona por las diversas calles de la ciudad y culminan con la fastuosa corrida de toros en su honor.
En el departamento de Piura, en el distrito de la Unión existe un barrio con el nombre de Virgen del Carmen, donde es evidente la gran devoción a su santa patrona.

#### Lima

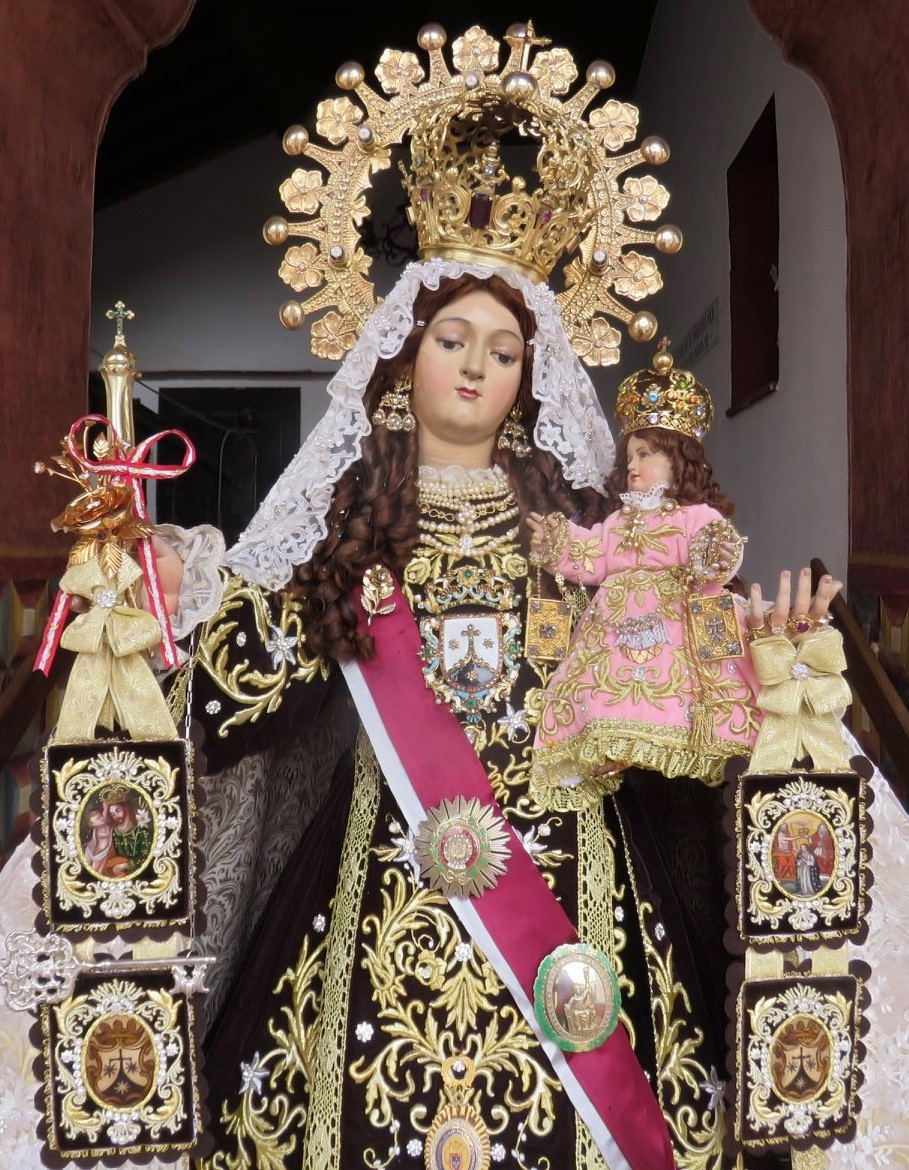
La Santísima Virgen del Carmen de Lima, venerada en el interior del Monasterio de Madres Carmelitas Descalzas de Barrios Altos, en Lima (Perú).

También hay una gran devoción en Perú, como ocurre en Lima, donde es considerada Patrona de los Barrios Altos y de la Música Criolla. La festividad, en esta antigua zona de la ciudad colindante al Centro Histórico de Lima, data del siglo XVI; lugar festivo, lleno de tradiciones culturales, musicales y culinarias. La fiesta en honor a la Virgen se celebra en el mes de julio, siendo su día central el 16 de dicho mes; su imagen sale en procesión desde su Iglesia en Barrios Altos y congrega al pueblo limeño, quien le rinde honores a punta de jarana, comida y criollismo. Es tradicional que los cantantes de música criolla le rindan honores a la Virgen. Además, el Señor de los Milagros, una de las imágenes más veneradas en Hispanoamérica, va a visitarla en su procesión del día 18 de octubre, en su recorrido tradicional por las calles limeñas de los Barrios Altos.  
Así mismo la Virgen del Carmen de Lima es la depositaria de las Llaves de la Ciudad de Lima, fue dos veces condecorada con la Medalla cívica de la Ciudad posee la Orden del Sol del Perú en grado de Gran cruz y le fue impuesto con motivo de la Coronación Canónica. 
Esta misma orden fue de nuevo impuesta en el Año de 1993 pero con el Grado de Gran Cruz con Brillantes con motivo de cumplir el Monasterio sus 350 años de fundación.
La Virgen del Carmen de Lima es también la Alcaldesa Perpetua de la Ciudad de los Reyes, condecoración y título desde tiempo inmemorial, teniendo a la Sra. Ana Fernandini de Naranjo, quien la intuye con ese título y al Sr. Alfonso Barrantes quien oficialmente le entrega las Llaves de la Ciudad de Lima,  es por ellos que la Imagen de la Virgen, libremente, puede abandonar el Centro de Lima y dirigirse a otros distritos. 
Documentado está que la Imagen al abandonar el Santuario y la Ciudad de Lima en recorridos procesionales los transportistas abandonan por breves minutos las unidades vehiculares para que puedan rendir sus saludos a la Patrona de Lima. 
Los policías se descubren el gorro o kepi al paso de la Señora y los comercios se rinden en plegarias u homenajes al paso de la Virgen.
Los BoyScouts de Lima tienen su misa privada en honor a la Virgen del Carmen 
La Virgen del Carmen de Lima, es la única imagen del Carmelo de Lima, que puede transitar por todas las Avenidas y Calles del Distrito, en cualquier orden y sentido, así mismo, fue la única imagen que el día 18 de julio de 2009 se detuvo por breves tiempos en la Avenida Abancay siendo la única imagen que bendijo y saludo a los 4 puntos cardinales en medio de la misma avenida, sin alterar ninguna unidad de transporte.
La Virgen es también la Titular de la Hermandad de la Santísima Virgen del Carmen de Lima en los meses de julio llevan cultos en su honor y posee 20 cuadrillas de hermanos Cargadores, 1 grupo de hermanas Sahumadoras y 1 grupo de hermanas Cantoras, entre las que destacan la Gloriosa Primera Cuadrilla por ser la fundadora de la Hermandad y matriz de las demás cuadrillas, y la Décima Cuarta Cuadrilla, por ser la cuna de los Hermanos Guardianes de la Virgen (hombres y personal de confianza de la Comunidad de Madres Carmelitas) y ser la Cuadrilla más apegada al Monasterio por ser fundada dentro de la Sacristía del Carmelo de Lima.
Dentro de la Hermandad también destaca esta Decimocuarta Cuadrilla, por ser la cuna de los Hermanos Mixtureros, Sacristanes, Acolitos y Patrones de Anda. 
Junto con el Señor de los Milagros son los patrones de Lima, pero es la Virgen la que más títulos y condecoraciones gubernamentales posee.

#### El Callao

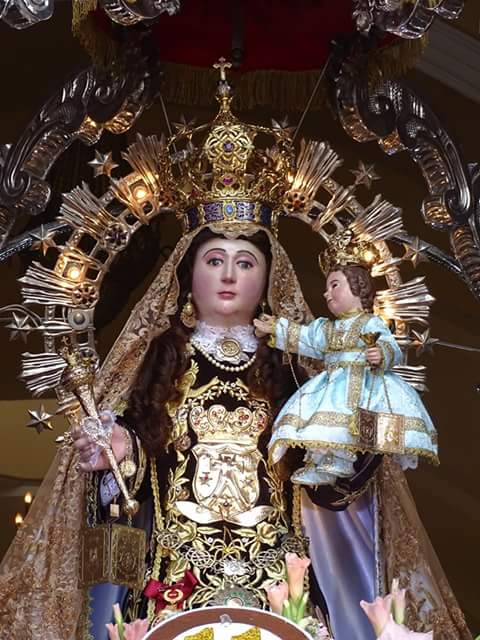
Nuestra Señora del Carmen de La Legua, Excelsa Patrona Coronada de la Provincia Constitucional del Callao (Perú).

En El Callao, donde es conocida como Virgen del Carmen de la Legua. Datos históricos señalan que La Virgen del Carmen de La Legua fue la primera imagen traída de España al Perú por Domingo Gómez de Silva y de Doña Catalina María Doria, quien fue salvado de un naufragio y en agradecimiento a la Patrona de los navegantes trajo esta imagen para que se le rindiera culto en el Perú.
Doña Catalina María Doria nació en Milán en la segunda mitad del siglo XVI, posiblemente en 1556. Huérfana de Diego Doria y Blanca Vera, fue formada en la escuela para niñas de esa condición fundada por el Cardenal San Carlos Borromeo (1538-1584) en Milán. Fue dama de honor de doña Brianda Portocarrero de Guzmán, esposa de don Sancho de Guevara y Padilla gobernador de Milán en los años 1580-83. En esa corte se desposó a Domingo Gómez de Silva con quién según la historia pasó al Perú trayendo la imagen de una Virgen del Carmen en 1605.
Catalina María Doria sembró la devoción a la Virgen del Carmen y a Santa Teresa de Jesús. En esta pequeña iglesia que diríamos ermita de la Legua empezó a dictar clases a niñas huérfanas que habían tenido una historia similar a la suya. Ya para 1619 la historia ubica a Catalina Doria en los Barrios Altos en Lima, donde junto con su esposo edificaron a sus expensas una iglesia y recogimiento de Nuestra Señora del Carmen, en el cual las colegialas debían vestir el hábito Carmelitano. Tomó el hábito de novicia el 17 de diciembre de 1643 y profesó como monja de velo negro el 29 de julio de 1646 con el nombre de Sor Catalina María de la Santísima Trinidad. La profesión monástica fue un gesto simbólico porque a los pocos meses de novicia pidió licencia arzobispal para vivir cual beata o beguina en unos aposentos adyacentes al monasterio. Falleció el 19 de febrero de 1648, a los 92 años de edad.
Desde su llegada al Perú siempre fue un sueño fundar un Monasterio Carmelita, doña Catalina María, su esposo Domingo, el Obispo de Quito Dr. Agustín Ugarte y Saravia y un grupo de hermanas religiosas inician el sueño fundar lo que en la actualidad es el Monasterio de Madres Carmelitas Descalzas de Lima en los Barrios Altos que se materializó el 17 de diciembre del año 1643.
La imagen de La Virgen del Carmen traída inicialmente se quedó en el Callao. La Virgen del Carmen de La Legua fue la primera imagen del Carmelo Coronada Canónica y Pontificia el 7 de octubre de 1951. La Virgen sale de su Santuario el 16 de julio de cada año y visita al Callao instalándose en la Iglesia Matriz hasta el segundo domingo del mes de octubre, fecha en que regresa a su Santuario.
Conocida también por todos los Chalacos (originarios del Callao) como "La Cholita Linda", la Virgen sale en procesión acompañada de una multitud de fieles quienes van anunciando su llegada junto con el Arcángel San Rafael, imagen traída por la congregación de San Juan de Dios quienes administraron el Santuario de La Legua desde 1610 por casi 100 años, (Ref: Historias Chalacas, Martin Tokumori Neyra, 2004). La festividad de La Virgen del Carmen de La Legua que se celebra en los meses de julio y octubre ha sido declarada Patrimonio Cultural de La Nación con Resolución Viceministerial Nro.065-2013-VMPCIC con fecha viernes 11 de octubre de 2013. Expediente presentado por la Dirección Desconcentrada de Cultura del Callao contando con los archivos de La Hermandad de Culto y Cargadores de Nuestra Señora del Carmen de La Legua en la persona del Sr. Martin Tokumori Neyra, secretario general de la hermandad, quien sustentó las observaciones del proyecto. 
La Hermandad de Culto y Cargadores de Nuestra Señora del Carmen de la Legua fue fundada el 30 de septiembre de 1923 inicialmente con la 1.ª., 2.ª. 3.ª y 4.ª cuadrilla; posteriormente se fundaron las demás cuadrillas; en la actualidad cuenta con 17 cuadrillas. 
| Cuadrilla: | Fecha de Fundación: | Capataz Actual:           |
| ---------- | ------------------- | ------------------------- |
| 1°         | 30 / 09 / 1923      | Félix Solari Garay.       |
| 2°         | 02 / 10 / 1923      | Carlos Rojas Altamirano.  |
| 3°         | 10 / 1923           | Henry Rossel Rodríguez.   |
| 4°         | 10 / 1923           | Willian Montes Gutiérrez. |
| 5°         | 07 / 1925           | José David Granda.        |
| 6°         | 16 / 07 / 1926      | Daniel Moreyra Echazu.    |
| 7°         | 10 / 1928           | Javier Romero Contreras.  |
| 8°         | 30 / 09 / 1940      | Ernesto Flores Soriano.   |
| 9°         | 16 / 03 / 1941      | Ángel Benítez Soto.       |
| 10°        | 13 / 06 / 1947      | José Rojas Mendoza.       |
| 11°        | 15 / 07 / 1949      | Carlos Castro Arones.     |
| 12°        | 13 / 05 / 1953      | Guillermo Quiroz Oré.     |
| 13°        | 20 / 05 / 1960      | Alberto Cordero Ríos.     |
| 14°        | 20 / 05 / 1960      | Alfredo Ramos Serrano.    |
| 15°        | 24 / 05 / 1975      | Héctor Rojas Quesquén.    |
| 16°        | 01 / 07 / 1980      | Juan Carlos Tito Mejía.   |
| 17°        | 19 / 06 / 1981      | Edgar Cruz Uriarte.       |

### Uruguay
En Montevideo, en la Avenida 18 de Julio, calle principal que une el Obelisco con la Plaza Independencia, se encuentra la Parroquia Nuestra Señora del Carmen,cuidada por el Clero secular,y visitada permanentemente por la feligresía. A su vez, en el barrio del Prado, se encuentra la Parroquia de estilo gótico, Nuestra Señora del Carmen y Santa Teresita, perteneciente a la Orden de Frailes Carmelitas.  
En el barrio de la Aguada, en la Avenida del Libertador Juan Antonio Lavalleja, se encuentra la Parroquia Nuestra Señora del Carmen.
Estas tres Parroquias son muy antiguas,  y por ello testigos de la fe del pueblo durante más de un centenar de años de la historia de la República Oriental del Uruguay, cuyas bases se asientan en el cristianismo desde sus inicios de libertad. 
En la ciudad de Piriapolis, ubicada en un pedestal en la mitad del cerro San Antonio, se ubica una estatua representando a la virgen. Es conocida como la Virgen de los Pescadores. También es conocida como Stella Maris.
En el departamento de Colonia del Sacramento, se encuentra la ciudad de Carmelo; este pueblo tiene como patrona protectora a Nuestra Señora del Carmen, la misma se encuentra en el Santuario del Carmen.
En el departamento de Cerro Largo, más precisamente, en la capital departamental del mismo, en la ciudad de Melo, se encuentra la Parroquia del Carmen, a la cual quien fuera Obispo de Melo, Mons. Heriberto Bodeant, dedicó en su blog  dedicó un post en su blog (dar-y-comunicar.blogspot.com): 
“La Parroquia fue erigida el 14 de setiembre de 1932 por Mons. Miguel Paternain, tercer Obispo de Melo. Recordemos que cuando decimos «parroquia», no nos estamos refiriendo al edificio, que es el templo o iglesia parroquial, sino a la comunidad de fieles que habita dentro de un territorio. La actual iglesia parroquial del Carmen fue primero una capilla, dependiente de la Parroquia Nuestra Señora del Pilar y San Rafael, cuyo templo es la Catedral de Melo.
Fue, precisamente, durante los festejos de la inauguración de la nave principal de la iglesia del Pilar y San Rafael, el 25 de mayo de 1876, que se realizó una procesión para colocar la piedra fundamental de la futura capilla de Nuestra Señora del Carmen. La misma está colocada a la izquierda de la entrada al templo, bajo uno de los ángulos sobre los que se apoya su torre.
Por ese entonces, Melo había aumentado su población y contaba con una única iglesia, la actual Catedral. Un vecino católico, Don Manuel Sóñora concibió el proyecto de construir y sostener a sus expensas una capilla en homenaje a su esposa, Carmen López. Un solar ubicado frente a la plaza nueva llamada «Oribe», hoy Plaza Independencia, había sido destinado desde hacía tiempo para la construcción de un nuevo templo. Allí fue colocada la piedra fundamental y doce años después, el 4 de mayo de 1888, el obispo de Montevideo (cuya diócesis abarcaba todo el Uruguay) Mons. Inocencio María Yéregui consagró la nueva capilla. Ese día fue llevada en procesión y entonizada la imagen de su patrona, Nuestra Señora del Carmen, traída de Italia.
Las campanas y el reloj de la Iglesia fueron donados por el Sr. Esteban Murga, traídos desde su pueblo natal de Victoria, en las Islas Canarias. Fueron colocados en 1890.
Un antiguo crucifijo fue donado en 1973 por la familia de Don Juan D. Silva.
Los valores arquitectónicos del templo le valieron la declaración de monumento histórico nacional en 1977.
En 1988 el templo celebró su centenario, coincidiendo con la visita de Su Santidad Juan Pablo II a Melo, quien, a su paso, bendijo a la iglesia y al pueblo reunido frente a ella.
En 1998 se hizo el altar fijo y el ambón en granito y se restauraron las imágenes ya existentes. Al año siguiente se reconstruyó el techo de tejas y se hizo un nuevo cielo raso de madera, manteniendo la estructura del antiguo”.

### Venezuela
En Venezuela una de las devociones más populares es la de la Virgen del Carmen. En el pueblo de San Joaquín de Carabobo, la devoción es tan grande, que sus fieles el primero de julio evocan una gran caravana de carros para anunciar a todo el pueblo que el mes de su amada patrona ha llegado, la réplica de la imagen original que se venera pasea por todas las instituciones públicas y privadas, llevando el mensaje de fe a los sanjoaquineros. Ella como humilde madre vio crecer este pueblo pues su hermosa imagen se venera desde hace ya 300 años[cita requerida]; veía cuando su hijo, un humilde cura, iba construyendo, con todos sus hermanos, el templo que le daría cobijo; le dio esencia de amor a las panelas, y son de baile a los pastores; y cuando por la calle real vio pasar a aquel hombre que nos daría la libertad, hizo que se postrara ante su imagen a pedir clemencia y seguridad. Y así, años después a esta tierra bendita por Dios llegaron los primeros frailes carmelitas a tierras venezolanas.
El centro de peregrinación más importante está ubicado metros más arriba de la Plaza Bolívar en la ciudad de Boconó del Estado Trujillo y es llamado Iglesia de Nuestra Señora del Carmen (Boconó) en la cual se organiza una larga romería por las distintas calles de la parroquia en vísperas del 15 de julio a las afueras de la iglesia en la que se destacan bailes, serenata y presentación de conjuntos musicales y el día central es el 16 de julio en el que se celebra la solemnidad de esta advocación Mariana; la misa siempre es celebrada por el obispo de la diócesis y concelebrada por sacerdotes invitados dicha parroquia eclesiástica lleva su nombre.
También se venera en el estado de Trujillo, en la ciudad de Carache y en la parroquia Concepción, en el Municipio Pampanito del estado Trujillo. En el municipio Sucre, del mismo estado Trujillo también se celebra a Nuestra Señora del Carmen, más Específicamente en la Parroquia Sabana de Mendoza y cuya Iglesia lleva por nombre a Nuestra Señora del Carmen, la cual cuenta con una gran perigrinacion del Eje Panamericano del Estado durante sus Fiesta Patronales.
De igual forma, se celebra en el Municipio Colina en el Estado Falcón, en la isla de Margarita en las ciudades de Porlamar, La Asunción y Juangriego., en la ciudad de Petare, del Estado Miranda (donde se encuentra la Capilla Nuestra Señora del Carmen, actual centro de evangelización del Barrio El Campito), y en el sector El Calvario, en el Hatillo, en el Barrio de Candelero en Ocumare del Tuy del Estado Miranda.
También es venerada en el Estado Táchira, en la iglesia Virgen del Carmen de Cuqui en Rubio, un Lugar de adoración en las montañas
Esta Iglesia fue construida por la devoción y la fe de Lorenza Marín quien en 1891 se encontró en la quebrada Agualinda un pedazo de tela pequeña, en la que se veía una pequeña imagen de la Virgen del Carmen. La Sra Lorenza estuvo varios días prendiéndole velas en un altar improvisado en su casa, hasta que un día la bajó a Rubio, llevando la pequeña estampa al párroco de la Iglesia Santa Bárbara para mostrársela. Finalmente, fue éste quien visitó el lugar con Lorenza e hizo el primer altar y lo bendijo.
Es así como nace esta Iglesia, humilde, bella y sencilla. Ahora son los devotos que, por los favores recibidos, cuidan y adoran su imagen.
Asimismo, es venerada en el estado Zulia, específicamente en La Guajira Venezolana, donde ya desde los tiempos de la Colonia, los misioneros destinados a la evangelización de los pueblos indígenas Añú y Wayuu inculcaron la devoción a su patrona y protectora.
También es venerada en el Municipio Píritu (estado Falcón) y es la patrona de la parroquia de Araira en el Estado Miranda.
En el estado Zulia se celebra en el Municipio Mara, específicamente en la población de Carrasquero, con una devoción que se le profesa desde hace más de 70 años y San Rafael de El Moján desde la llegada de su imagen proveniente de Italia cuyo destino original era Maracaibo, se afirma que la imagen no quiso partir de esta población. 
De igual manera, en el municipio La cañada de Urdaneta, específicamente en la parroquia el Carmelo (lugar de nacimiento del General Rafael Urdanteta) y San José de Potreritos se celebra con una devoción de más de 200 años el 16 de julio y el 15 agosto respectivamente.
La diferencia de fechas nace, a partir de la lejanía entre las dos parroquias en tiempos de la Colonia, las cuales compartían el mismo párroco, imposibilitando la celebración el mismo día. 
En el estado Mérida, en el municipio Campo Elías celebran el 31 de mayo la Bajada y Coronación de la Virgen del Carmen en la Iglesia Ntra. Sra. del Carmen de Montalbán de la ciudad de Ejido, tradición realizada desde el año 2010, y después de peregrinar durante algunos días una imagen peregrina de menor tamaño la imagen original es enviada en manos de sus devotos a una parroquia vecina, mientras que a la suya llega el patrón de esta parroquia vecina, es decir, la iglesia Montalbán recibe a San Buenaventura, que aparte de esto es patrón de la ciudad de Ejido, y su iglesias que es de la Parroquia Matriz de Ejido, recibe a la venerada imagen mariana y a todos sus fieles. Al día siguiente ambas se reúnen en la Calle Ayacucho (límite de ambas parroquias) para encontrarse y llevar de vuelta las imágenes a sus respectivos templos, después, continúan las peregrinaciones y llegan las tan esperadas fiestas patronales.
El 14 de julio la Iglesia y el pueblo ejidense celebra a su patrón San Buenaventura y al día siguiente se va, desde las 7:00 p. m., para la plaza Montalbán para presenciar el espectáculo musical, pirotécnico y folclórico de la tradicional serenata a la Virgen del Carmen, además de presentarse agrupaciones de todo tipo se presenta bajo un cielo pintado de fuegos artificiales la carroza que llevara la imagen de la virgen desde horas de la mañana de ese día hasta el día 17 de este mes.
El día 16 de julio la virgen recibe a todos sus fieles quienes la acompañan con pólvora, otras carrozas que aluden a la advocación u otras, rosarios y cánticos pasando ella por las principales calles de la ciudad de Ejido.
Luego de todo lo celebrado en el mes y el pasado, los fieles se reúnen, por última vez, en la iglesia para despedir la imagen de su patrona que será subida a su altar y bajada el próximo año para ver desde cerca a sus fieles que la visitan año tras año. También en varias partes del estado es común ver esta celebración viva, como en los andes merideños, en la catedral del estado y la ciudad y en diversas iglesias merideñas.
Es patrona de Barquisimeto dicha celebración proveniente desde los inicios de la colonización española, en el actual estado Lara.
Otra celebración en honor a la Virgen del Carmen se lleva a cabo en la ciudad de Guasdualito, en el estado Apure, de la cual es la patrona desde el 16 de julio de 1835. Cada año, durante la semana previa al 16 de julio, la imagen de Nuestra Señora viaja de casa en casa, en una oración conjunta en la que participa la comunidad con fe. El día 16, un pequeño grupo de 50 a 60 personas se dirige al río y, en canoas, transportan la imagen por el río Salare hacia la casa de otro parroquiano. Una vez que la imagen regresa a la costa, la procesión y la gente en las calles acompañándola termina en la Iglesia de Nuestra Señora del Carmen, donde la fiesta continúa hasta el anochecer.
Otro importante lugar de Venezuela, donde la Virgen del Carmen es el centro de la devoción cada 16 de julio y celebra el tradicional recorrido que la santa imagen realiza por la parroquia, Aguada Grande, Municipio Urdaneta del estado Lara. Para ese pueblo larense la Virgen del Carmen es la patrona que intercede por ello en los sembradíos de cocuiza y maíz, muy común en la zona; además las mujeres solteras aprovechan a pedirle un novio.
En Ciudad Guayana, la parroquia civil de Vista al Sol celebra las fiestas patronales de la parroquia eclesiástica Virgen del Carmen con la misa a las 8 a. m. en la Iglesia Nuestra Señora del Carmen, baja en procesión hasta la capilla Madre del Salvador dentro de la misma parroquia. La procesión se entonan cánticos religiosos y calipsos a la patrona parroquial.